# Cary Grant
Cary Grant (nacido Archibald Alexander Leach, Bristol, 18 de enero de 1904 - Davenport, Iowa, 29 de noviembre de 1986) fue un actor británico-estadounidense. Llegó a ser uno de los actores de Hollywood más populares durante décadas, no solo por su atractivo físico, sino también por su elegancia, encanto y agudeza. De él se decía que actuaba bien hasta de espaldas. Trabajó con muchas grandes divas del cine de Hollywood de su época: Marlene Dietrich, Mae West, Grace Kelly,  Marilyn Monroe, Rita Hayworth,  Katharine Hepburn, Sophia Loren, Joan Fontaine, Ingrid Bergman, Ginger Rogers, Doris Day, Deborah Kerr y Audrey Hepburn entre otras. El personaje de James Bond se inspira parcialmente en él. Según la lista del American Film Institute, está considerado la segunda estrella masculina más importante de los primeros cien años del cine estadounidense.
Grant protagonizó algunos clásicos de la comedia de enredo, como Historias de Filadelfia (1940) y La fiera de mi niña (1938), ambas junto a Katharine Hepburn, o Arsénico por compasión (1944). El director Alfred Hitchcock, cuyo desapego por los actores era notorio, se entusiasmó con Grant, y le contrató para actuar en cuatro de sus películas: Sospecha (1941; junto a Joan Fontaine), Encadenados (1946; con Ingrid Bergman), Atrapa a un ladrón (1955; con Grace Kelly) y North by Northwest (1959; junto a Eva Marie Saint), que se convirtieron en clásicos, al igual que otras obras del director.
Aunque fue nominado dos veces para los Óscar, Grant no obtuvo el premio, si bien recibió en 1970 un premio especial de la Academia de Cine en reconocimiento a su carrera. En 1981 le fue concedido el Kennedy Center Honors en reconocimiento a su talento y contribución a las artes escénicas.

## Primeros años
Archibald Alexander Leach nació el 18 de enero de 1904 en el 15 de Hughenden Road al norte de Bristol. Era el segundo hijo de Elias James Leach (1872–1935) y Elsie Maria Leach (de soltera, Kingdon; 1877–1973). Su padre trabajaba como prensador de sastre en una fábrica de ropa, mientras su madre trabajaba como costurera. Su hermano mayor John William Elias Leach (1899−1900) murió de una meningitis tuberculosa un día antes de su primer aniversario. Grant se consideraba a sí mismo medio judío. Tuvo una infancia infeliz.
| Tuvo una infancia traumática. Fue horrible. Trabajé con un buen puñado de niños de la calle y he oído las historias que les ocurren cuando su familia se rompe — pero la suya fue aún peor.—Dyan Cannon (mujer de Grant) hablando de su infancia. |

Su madre le enseñó a cantar y bailar desde los cuatro años, y ella estaba interesada en que aprendiera a tocar el piano. De hecho, Elsie había intervenido brevemente en el cine, donde trabajó junto a Charlie Chaplin, Chester Conklin, Fatty Arbuckle, Ford Sterling, Mack Swain y Broncho Billy Anderson. El biógrafo de Grant Graham McCann afirmaba que la madre del actor, que sufría depresión, "no supo dar cariño y tampoco supo recibirlo". Otro biógrafo, Geoffrey Wansell, señala que su madre se culpó amargamente por la muerte del hermano de Grant, John, y nunca se recuperó de ella. Grant afirmó que su malas experiencias con su madre afectarían posteriormente a su relación con las mujeres. Desaprobaba el alcohol y el tabaco, y reducía la economía doméstica por pequeños contratiempos. Grant atribuyó su comportamiento a la sobreprotección, temiendo que lo perdería como le pasó con John.
Cuando Grant tenía nueve años, su padre ingresó a su madre en el Glenside Hospital, una institución mental, pero a él le dijo que su madre se había ido a hacer "unas largas vacaciones";. A raíz de esa ficción, Grant creció con un gran resentimiento hacia su madre, sobre todo porque esta los abandonó. Tras este episodio, Grant y su padre se trasladaron a la casa de su abuela en Bristol. Cuando Grant tenía diez años, su padre se volvió a casar y formó una nueva familia. Grant no supo la verdad sobre su madre hasta los 31 años, cuando su padre le confesó la verdad poco antes de su muerte. Grant hizo las gestiones para que su madre dejara la institución en junio de 1935, poco después de que supiera de su paradero. La visitó en octubre de 1938 después de completar el rodaje de Gunga Din.
Grant se divertía interpretando, sobre todo alguna pantomima en Navidades, cosa que divertía tremendamente a su padre. Se hizo amigo de un grupo de bailarines acrobáticos conocidos como los "The Penders" o la "Bob Pender Stage Troupe". Posteriormente aprendió a caminar sobre zancos y comenzó a viajar con ellos.

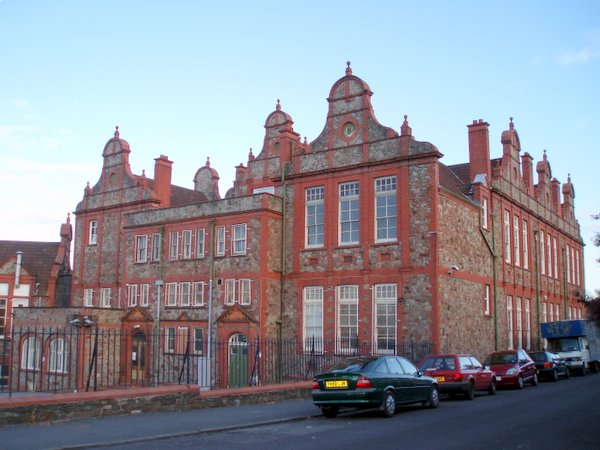
Fairfield Grammar School, escuela donde Grant estudió entre 1915 y 1918

En 1915, Grant ingresó en el Fairfield Grammar School de Bristol, a pesar de que su padre no podía permitirse pagar el uniforme. Se le daban bien muchas asignaturas  pero era un virtuoso en los deportes y su buena apariencia y talento acrobático lo convirtieron en una figura popular. Desarrolló una reputación de travieso y con frecuencia se negaba a hacer sus deberes. Un excompañero de clase se refirió a él como un "niño desaliñado", mientras que un viejo maestro lo recordaba como "el niño travieso que siempre hacía ruido en la última fila y nunca hacía su tarea". Por las tardes, trabajaba en los teatros tras las bambalinas y, a los trece años, era el responsable de las luces del mago David Devant en el Bristol Empire en 1917. Durante los veranos, se ofreció como voluntario para trabajar como mensajero y guía en los muelles militares de Southampton, para escapar de la infelicidad de su vida hogareña. El tiempo que pasó en Southampton reforzó su deseo de viajar; estaba ansioso por dejar Bristol y trató de firmar como grumete de un barco, pero era demasiado joven.
El 13 de marzo de 1918, cuando tenía 14 años Grant fue expulsado de Fairfield. Hay diferentes hipótesis de por qué fue expulsado, pasando por haber sido descubierto en el lavabo de las chicas o ayudar a otros dos compañeros de clase con un robo en el pueblo cercano de Almondsbury. Wansell afirma que Grant se había propuesto intencionalmente que lo expulsaran de la escuela para seguir una carrera con la compañía Pender's troupe, a la que se unió tres días después. Su padre tenía un buen trabajo en Southampton, y la expulsión de Grant hizo que las autoridades locales llamasen a su puerta con preguntas sobre por qué su hijo vivía en Bristol y no con su padre en Southampton. Así que su padre firmó conjuntamente un contrato de tres años entre Grant y Pender que estipulaba el salario semanal de Grant, junto con alojamiento y comida, lecciones de baile y otra capacitación para su profesión hasta los 18 años. También había una disposición en el contrato para aumentos salariales basados en el desempeño laboral.

### Carrera en el vodevil

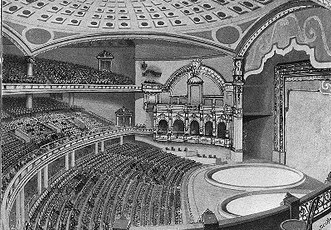
El New York Hippodrome donde Grant actuó junto a la Pender Groupe.

El Pender Troupe comenzó a hacer giras por todo el Reino Unido y la habilidad con la pantomima hizo que se ampliasen sus habilidades físicas de actuación. El grupo viajó en el RMS Olympic para seguir su gira en los Estados Unidos el 21 de julio de 1920, cuando Grant tenía 16 años. El biógrafo Richard Schickel escribió que Douglas Fairbanks y Mary Pickford estaban a bordo en ese mismo barco en lo que era la vuelta de su luna de miel, y que Grant jugó al tejo con él. El futuro actor quedó tan impresionado con Fairbanks que lo convirtió en un importante modelo a seguir. Después de llegar a Nueva York, el grupo actuó en el New York Hippodrome, que por aquel entonces era el teatro más grande del mundo con capacidad para 5.697 personas. Estuvieron actuando nueve meses, a doce funciones por semana, con la exitosa obra Good Times.
Grant entró en el circuito de los vodeviles nacionales y empezó a hacer giras, actuando en lugares como San Luis (Misuri), Cleveland y Milwaukee, y decidió quedarse en los Estados Unidos con otros miembros del grupo, cuando la troupe volvió a Gran Bretaña. Admiró a los Hermanos Marx durante este período, y Zeppo Marx fue uno de sus primeros modelos a seguir en el espectáculo. En julio de 1922, entró en un grupo llamado "Knockabout Comedians" en el Palace Theater de Broadway. Formó parte de otro grupo ese verano llamado "The Walking Stanleys" con algunos de los antiguos miembros del Pender Troupe, y empezó en un show de variedades llamado "Better Times" en el Hippodrome hasta final de año. Mientras servía como acompañante pagado de la cantante de ópera Lucrezia Bori en una fiesta de Park Avenue, conoció a George C. Tilyou Jr., cuya familia tenía en propiedad el Steeplechase Park. Conocedor de su experiencia acrobática, Tilyou lo contrató para trabajar de zancudo y atraer al público en el recién inaugurado paseo marítimo de Coney Island, vistiendo un largo abrigo brillante y un tablero de anuncios que anunciaba el parque de atracciones.
Grant pasó los siguientes dos años haciendo giras por los Estados Unidos con "The Walking Stanleys". Visitó Los Ángeles por primera vez en 1924, ciudad que le causó mucha impresión. El grupo volvió a Nueva York, donde comenzó a actuar para la National Vaudeville Artists Club en la 46 Oeste, haciendo malabares, acrobacias y bocetos cómicos, y como "Piernas de goma" montando un monociclo. La experiencia fue particularmente exigente, pero le dio a Grant la oportunidad de mejorar su técnica cómica y desarrollar habilidades que lo beneficiarían más tarde en Hollywood.
Grant se convirtió en artista principal junto a Jean Dalrymple y decidió unirse al "Jack Janis Company", con lo que siguió haciendo giras en el circuito de vodevil. Su acento parecía haber cambiado para dejar de ser británico, empezando a adoptar un acento más de la Costa Este. La obra tuvo 72 funciones, y Grant ganó 350 dólares a la semana antes de trasladarse a Detroit y Chicago. El éxito de público de la obra provocó una primera prueba de pantalla para Grant y MacDonald realizada por Paramount Publix Pictures en los Astoria Studios en Nueva York, lo que provocó que MacDonald fuera elegida junto a Maurice Chevalier para protagonizar The Love Desfile (1929). Grant fue rechazado y se le dijo que su cuello era "demasiado grueso" y sus piernas estaban "demasiado arqueadas".

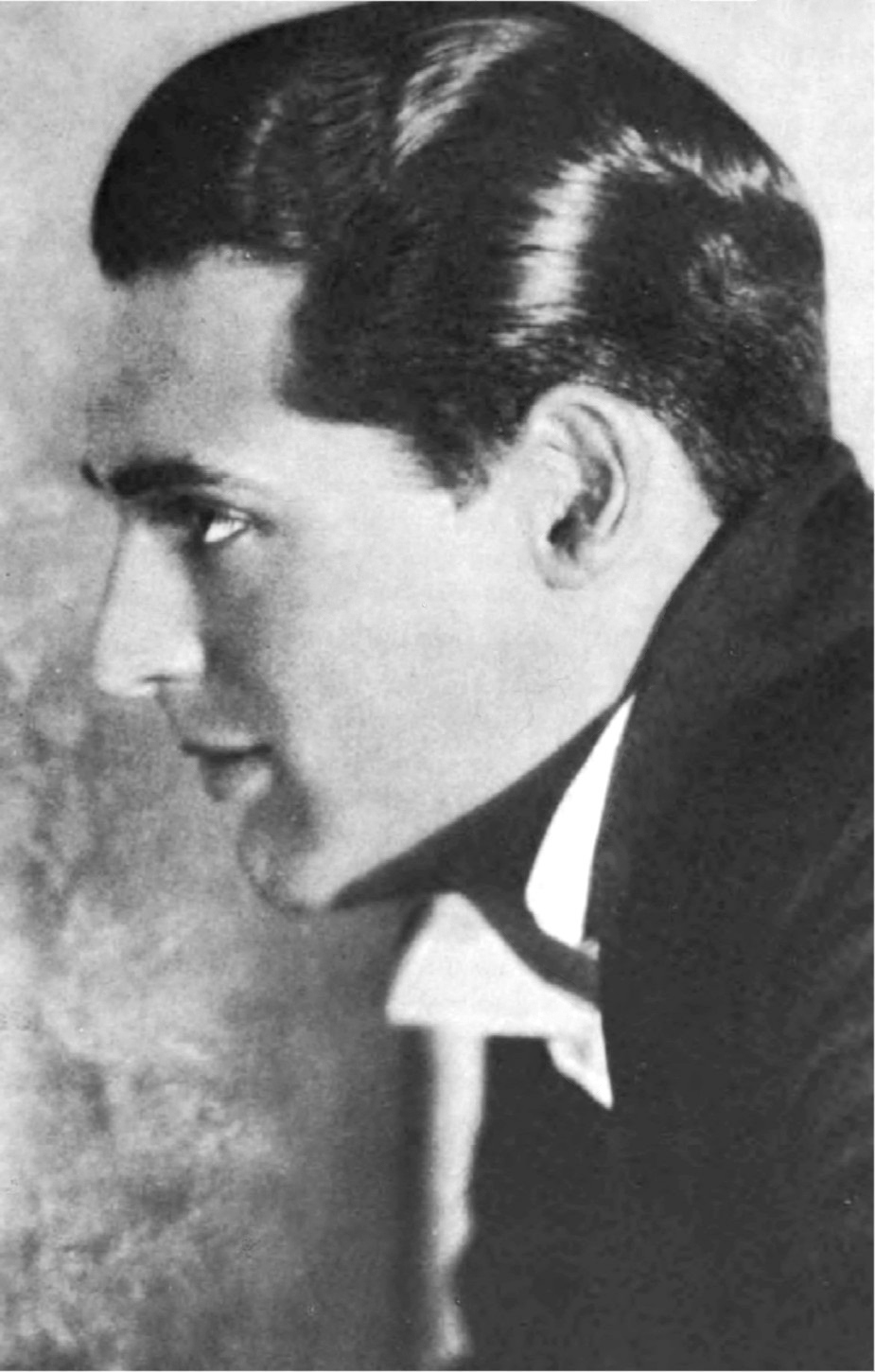
Grant en 1930.

Grant visitó a su medio hermano Eric en Inglaterra antes de volver a Nueva York para interpretar el papel de Max Grunewald en A Wonderful Night. Fue estrenado en el Majestic Theatre el 31 de octubre de 1929, dos días antes del Crack de Wall Street, y estuvo en escena hasta febrero de 1930 con 125 actuaciones a sus espaldas. La obra recibió críticas diversas. Un crítico criticó su actuación, comparándola con una "mezcla de John Barrymore y cockney", mientras que otro anunció que había aportado un "aliento de Elfin Broadway" al papel. A Grant todavía le resultaba difícil entablar relaciones con mujeres, y comentó que "nunca parecía capaz de comunicarse completamente con ellas", incluso después de muchos años "rodeado de todo tipo de chicas atractivas" en el teatro, en la carretera y en Nueva York.
En 1930, Grant hizo una gira con la producción musical The Street Singer. En 1931, los Shuberts le invitaron a pasar el verano actuando en The Muny en San Luis (Misuri). Apareció en 12 producciones diferentes y haciendo 87 representaciones. Recibió elogios por su interpretación en los diarios locales, ganando gran reputación como galán. Sus influencias en esa época eran Gerald du Maurier, A. E. Matthews, Jack Buchanan y Ronald Squire. Grant admitió que se sintió atraído por la actuación debido a una "gran necesidad de ser querido y admirado". Fue contratado por los Shuberts a finales del verano cuando se negó a aceptar un recorte salarial debido a las dificultades financieras causadas por el inicio de la depresión económica. Su corta vida como parado duró poco ya que el empresario William B. Friedlander le ofreció liderar el reparto del musical Nikki con Fay Wray como compañera de reparto. La producción se estrenó el 29 de septiembre de 1931 en Nueva York, pero tuvo que detenerse después de 39 actuaciones por los efectos de la Gran Depresión.

## Carrera cinematográfica

### 1932–1936: Debut en el cine y primeros papeles

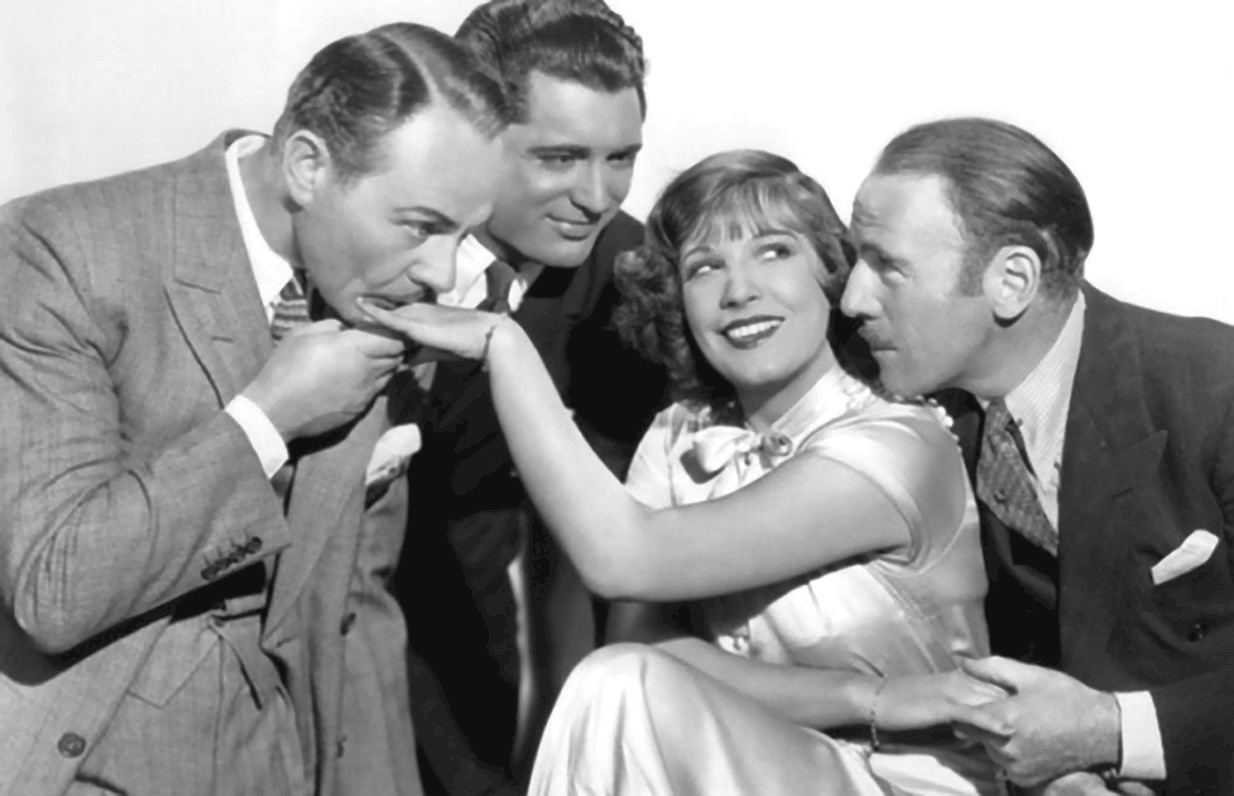
ConRoland Young (derecha), Lili Damita (centro), y Charlie Ruggles (esquina izquierda) en el film de debut This Is the Night (1932)

El papel de Nikki por parte de Grant fue tildado por el periodista Ed Sullivan del The New York Daily News, como el de "ese joven que tiene un gran futuro en el mundo del cine". Esta crítica le dio paso a una prueba de cine para la 
La revisión condujo a otra prueba de pantalla de Paramount Publix, lo que resultó en una aparición como marinero en Singapore Sue (1931), un corto de diez minutos de Casey Robinson. Según McCann, Grant recitó sus líneas "sin ninguna convicción". A través de Robinson, Grant conoció a Jesse L. Lasky y B. P. Schulberg, el cofundador y el director general respectivamente de Paramount Pictures. Después de una exitosa prueba de pantalla dirigida por Marion Gering, Schulberg firmó un contrato por cinco años con el actor el 7 de diciembre de 1931, con un salario inicial de 450 dólares a la semana. Schulberg exigió que cambiara su nombre a "algo que sonara más estadounidense como Gary Cooper". Entre la actriz Fay Wray, Schulberg y el propio actor escogieron el nombre de Cary Grant.
Grant estableció e hizo suyo lo que McCann llamó el "epítome del glamour masculino", y se fijó en Douglas Fairbanks como su primer modelo a seguir. McCann señala que la carrera de Grant en Hollywood despegó de inmediato porque exhibió un "encanto genuino", lo que lo hizo sobresalir entre los otros actores guapos en ese momento, lo que hizo que fuera "notablemente fácil encontrar personas que estuvieran dispuestas a apoyar su carrera embrionaria". Su largometraje de debut fue la comedia dirigida por Frank Tuttle Esta es la noche (This Is the Nigh) (1932), en la que interpreta a un lanzador de jabalina. Grant no le gustó el papel y amenazó con abandonar Hollywood, pero para su sorpresa la crítica alabó su interpretación.
En 1932, Grant interpretó a un seductor millonario que intenta conquistar a Marlene Dietrich en La Venus rubia (Blonde Venus), dirigida por Josef von Sternberg. El papel de Grant es descrita por William Rothman como el "tipo distintivo de masculinidad no machista que le permitiría encarnar a un hombre capaz de ser un héroe romántico". 
Grant tuvo conflictos con el director durante la filmación y los dos a menudo discutían en alemán. El arquetipo de seductor lo repitió en numerosas películas: Tuya para siempre (Merrily We Go to Hell) junto a Fredric March y Sylvia Sidney, Entre la espada y la pared (Devil and the Deep) con Tallulah Bankhead, Gary Cooper y Charles Laughton (Cooper y Grant no compartieron ninguna escena juntos), Sábado de juerga (Hot Saturday) junto a Nancy Carroll y Randolph Scott, y Madame Butterfly nuevamente con Sidney. Según su biógrafo Marc Eliott, aunque esos filmes no convirtieron a Grant en una estrella, lo hicieron lo suficientemente bien como para establecerlo como uno de los "nuevos actores de rápido crecimiento" de Hollywood".

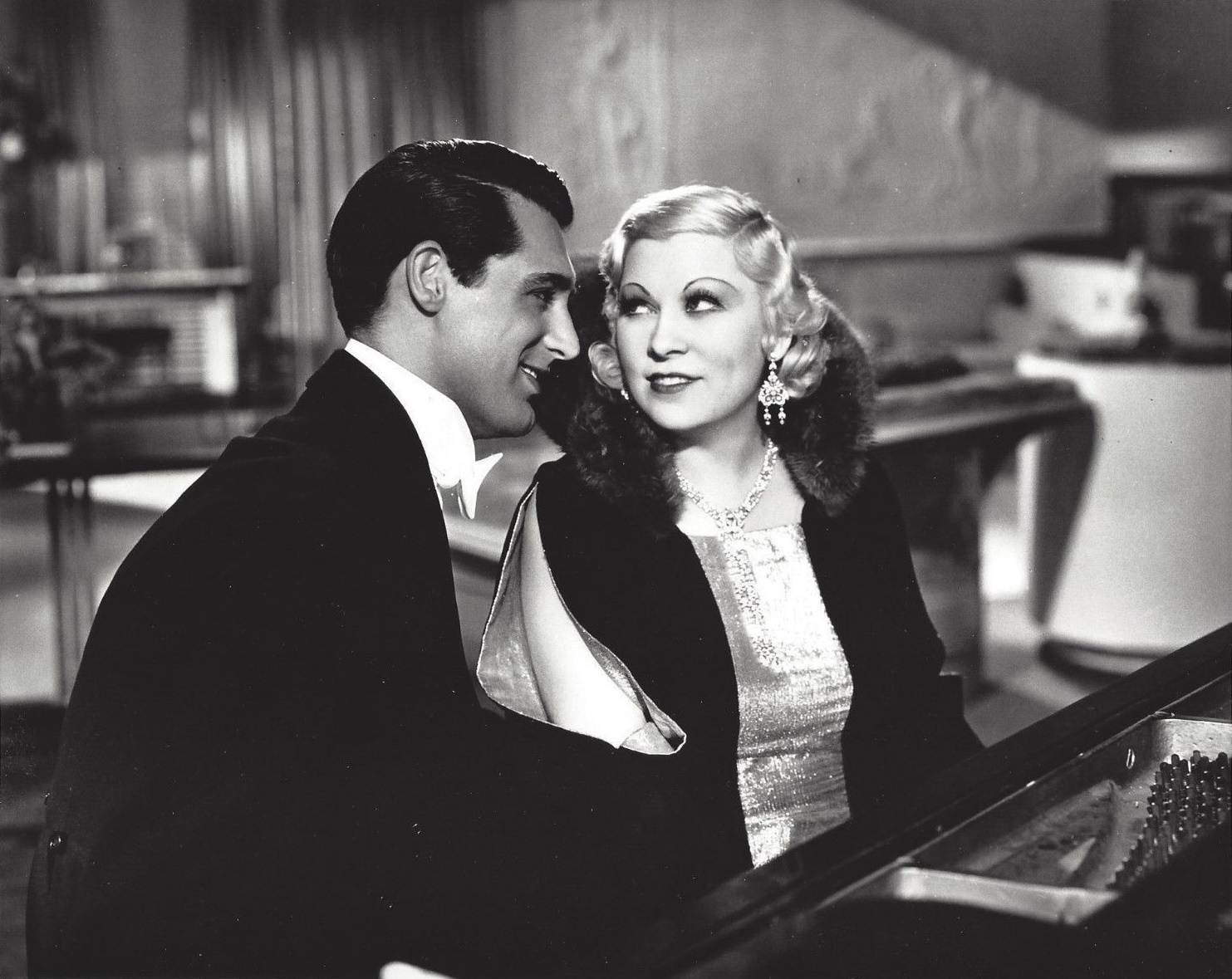
Grant y Mae West en No soy ningún ángel (1933)

En 1933, Grant ganó popularidad al aparecer en las comedias Lady Lou (She Done Him Wrong) y No soy ningún ángel (I'm No Angel) junto a Mae West. West afirmaría más tarde que ella había descubierto a Cary Grant. Por supuesto Grant ya había rodado La Venus rubia el año anterior. Pauline Kael dice que Grant no parecía muy convencido de su trabajo en She Done Him Wrong, 
lo que lo hacía aún más encantador. El film fue un éxito de taquilla, ganando más de dos millones de dólares en los Estados Unidos. En I'm No Angel, el caché de Grant subió de los 450 a los 750 dólares a la semana. De hecho,una buena inversión ya que fue más exitosa que la anterior y salvó a la Paramount de la bancarrota. Vermilye la nombra como una de las mejores comedias de la década de los 30.
Después de un puñado de pinchazos en taquilla, entre los que se incluyen el de Nacida para ser mala (Born to Be Bad) (1934) para la 20th Century Fox, el de cirujano plástico en El templo de las hermosas (Kiss and Make-Up) (1934), y el de un piloto ciego en Alas en la noche (Wings in the Dark) (1935), la prensa se hizo eco de sus problemas maritales con su primera mujer Virginia Cherrill, Por todo ello, Paramount llegó a la conclusión de que era una figura prescindible.

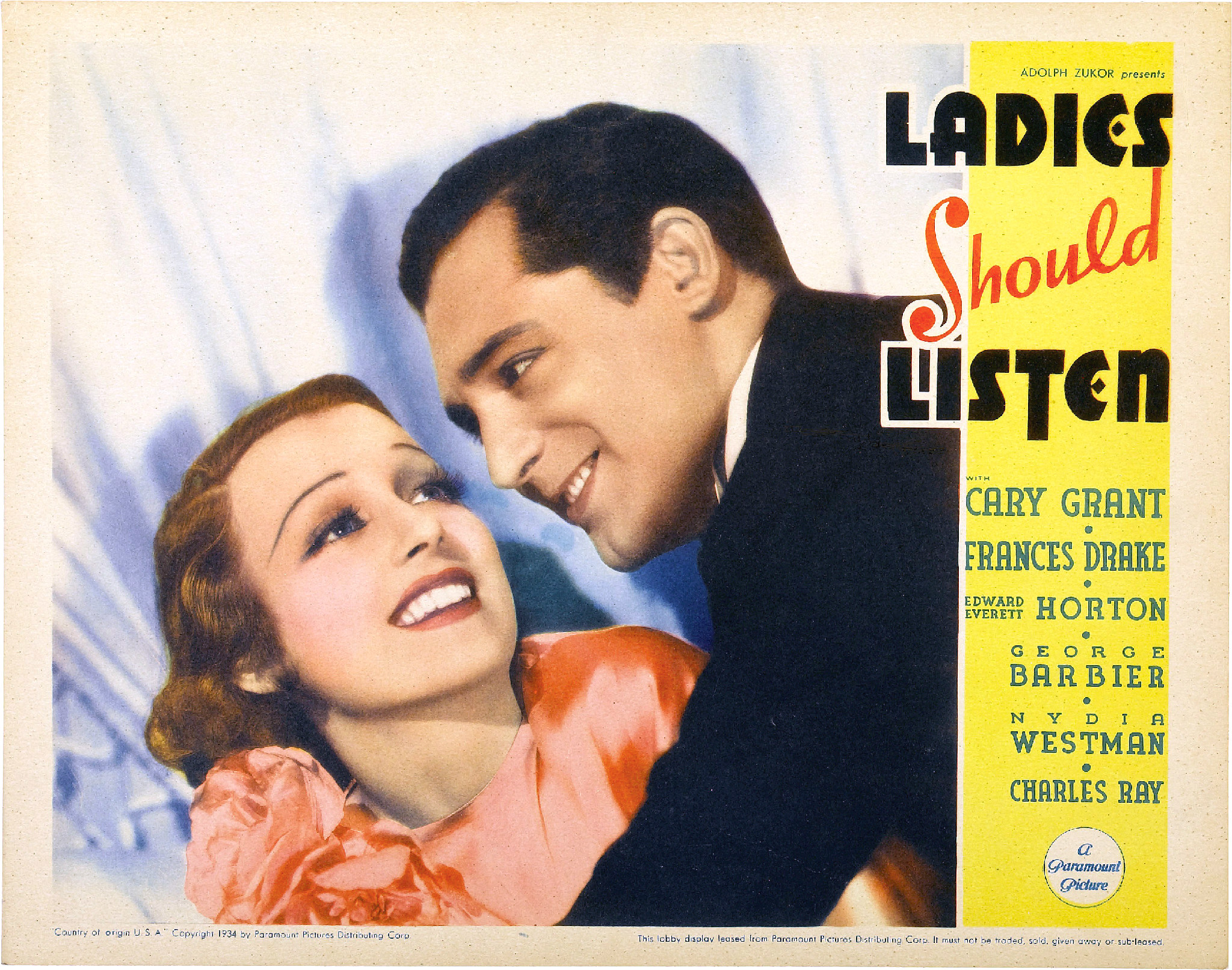
Postal publicitaria de Ladies Should Listen (1934) con Grant y Frances Drake

Las perspectivas de Grant mejoraron en la segunda mitad de 1935 cuando fue cedido a RKO Pictures. El productor Pandro Berman accedió a contratarlo ante el fracaso porque "lo había visto hacer cosas que eran excelentes, y [Katharine] Hepburn también lo quería." Su primera aventura con RKO, fue el truhan cockney en La gran aventura de Silvia (Sylvia Scarlett) de George Cukor (1935). Esta fue la primera de las cuatro colaboraciones que hizo con Hepburn. A pesar de su desastre en taquilla, sus actuacionrs convencían a la crítica, y Grant siempre consideró que la película había sido el gran avance de su carrera. Cuando su contrato con Paramount acabó en 1936 con el rodaje de Cásate conmigo... si puedes (Wedding Present), Grant decidió no renovar con ningún otro gran estudio y trabajar por libre, convirtiéndose en el primer gran actor de Hollywood en hacer algo así. Su primer trabajo como freelance sería La maravillosa aventura de Ernest Bliss (The Amazing Quest of Ernest Bliss) (1936), rodada en Inglaterra. El film fue un bombazo en taquilla y llevó a Grant a reconsiderar su decisión. La buena crítica y el éxito en taquilla siguió con Suzy un año después junto a Jean Harlow y Franchot Tone. Esto le llevó a firmar contratos conjuntos con RKO y Columbia Pictures, lo que le permitió elegir las historias que consideraba adecuadas para su estilo de actuación. Su contrato con Columbia lo vinculaba a cuatro películas en los siguientes dos años, le daba unos beneficios de 50,000 dólares por las primeras dos películas y 75,000 por las dos siguientes.

### 1937–1945: Estrellato en Hollywood
En 1937, Grant comenzó a trabajar en su primer film bajo el contrato de Columbia Pictures, Preludio de amor (When You're in Love), encarnado a un artista rico que corteja a una cantante de ópera (Grace Moore). Su interpretación recibió elogios de la crítica como la de with Mae Tinee del The Chicago Daily Tribune afirmando que era "lo mejor que el actor había hecho en mucho tiempo". Después del segundo fracaso con la RKO El ídolo de Nueva York (The Toast of New York), Grant fue contratado por el estudio de Hal Roach para hacer Una pareja invisible (Topper), una screwball comedy ditribuido por la MGM. Grant interpretó a la mitad de una pareja casada adinerada y libre con Constance Bennett, que causan estragos en el mundo como fantasmas después de morir en un accidente automovilístico. Topper se convirtió en una de las películas más populares del año y con críticas elogiosas como las de Variety que afirmabam que tanto Grant como Bennett "hacen su trabajo con gran habilidad". Vermilye dijo que el éxito de la película provocó como "trampolín lógico" para Grant para encabezar el reparto de La pícara puritana (The Awful Truth) ese mismo año, en el que es el primer film que rueda junto a Irene Dunne y Ralph Bellamy. Aunque el director Leo McCarey manifestó ampliamente que no le gustaba Grant, que se había burlado del director al representar sus gestos en la película, reconoció el talento cómico y le animó a que improvisara sus líneas y aprovechar sus habilidades desarrolladas en el vodevil. El film volvió a ser otro éxito y puso a Grant entre los primeros puestos del estrellato de Hollywood, estableciendo una personalidad en la pantalla como un sofisticado protagonista en comedias disparatadas.

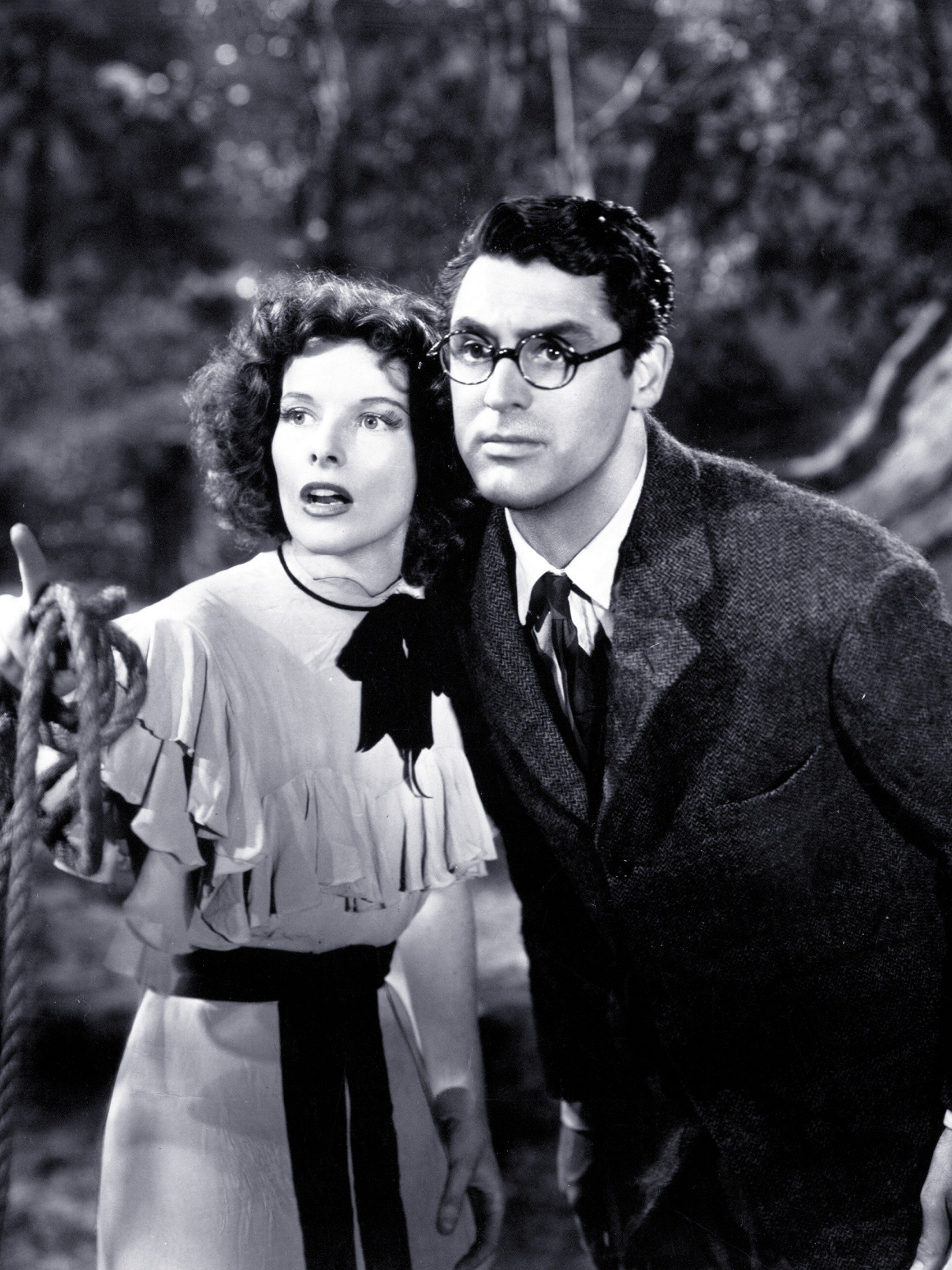
Katharine Hepburn y Grant en La fiera de mi niña (1938)

The Awful Truth comenzó lo que el crítico de cine Benjamin Schwarz de The Atlantic posteriormente dijo "
la carrera más espectacular de un actor en películas estadounidenses" para Grant. En 1938, volvió a compartir con Katharine Hepburn el liderazgo en la screwball comedy La fiera de mi niña (Bringing Up Baby), con un leopardo y frecuentes disputas y justas verbales entre Grant y Hepburn. Al principio, Grant no sabía como encarar el personaje pero habló con el director Howard Hawks y le aconsejó que pensara en Harold Lloyd. A Grant se le dio más libertad en las escenas cómicas, la edición de la película y los consejos hacia Hepburn en el arte de la comedia. A pesar de suponer unas pérdidas de 350,000 dólares para RKO, el film convenció a los críticos. Apareció nuevamente con Hepburn en la comedia romántica Vivir para gozar (Holiday) ese mismo año. Una película que tampoco funcionó, lo que llevó a Hepburn a ser considerada "veneno para la taquilla".
A pesar de esos fracasos comerciales, Grant era uno de los actores más populares y tenía una gran oferta de papeles. Según Vermilye, en 1939, Grant probó papeles más dramáticos, pero con toques cómicos. Así, encarnó al sargento británico en la película de aventuras George Stevens Gunga Din, rodada en la estación militar en la India. Los papeles dramáticos siguieron con el de piloto que acompaña a Jean Arthur y Rita Hayworth en el proyecto de Howard Hawks' Sólo los ángeles tienen alas (Only Angels Have Wings), y el del rico terratnienete en Dos mujeres y un amor (In Name Only).

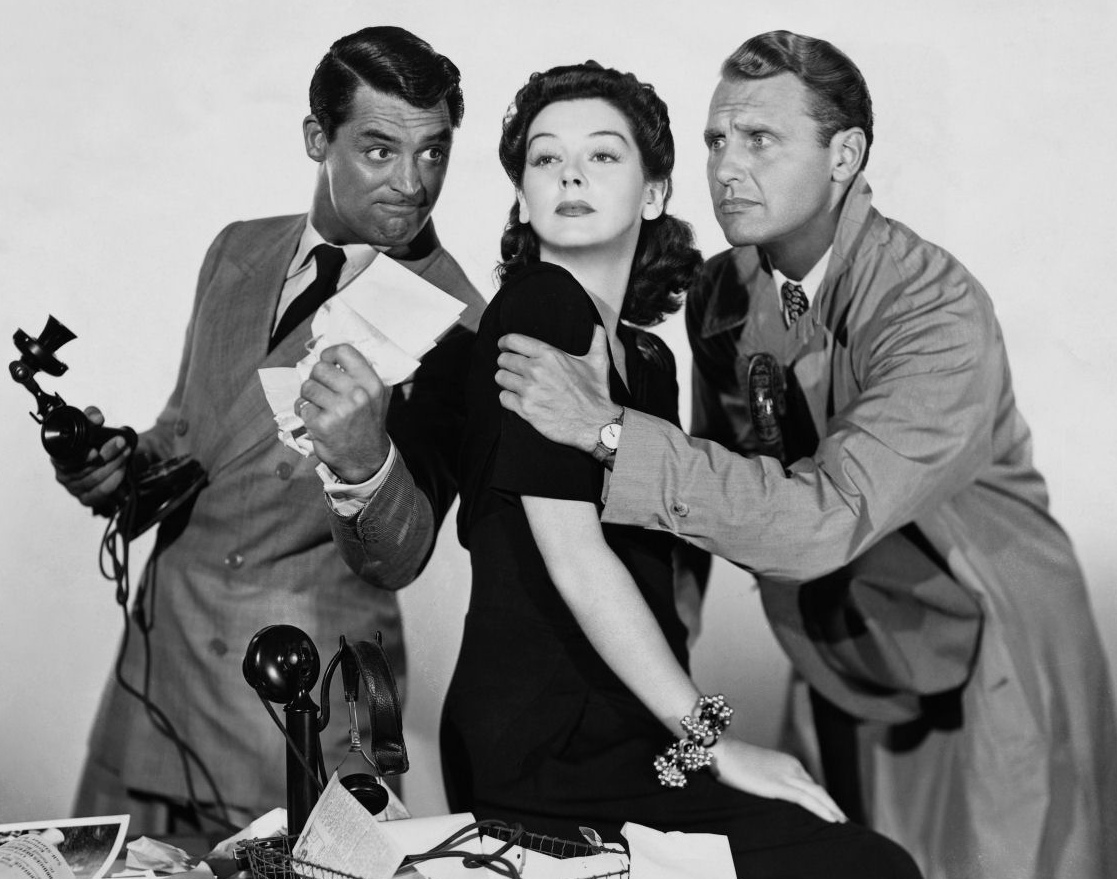
Grant, Rosalind Russell y Ralph Bellamy en Luna nueva (His Girl Friday) (1940)

En 1940, Grant siguió trabajando con Hawks al interpretar a un insensible editor de periódico que se entera de que su exesposa y ex periodista, interpretada por Rosalind Russell, se casará con un comercial de seguros Ralph Bellamy en Luna nueva (His Girl Friday). En el film, se vio un gran química y una gran agilidad en las réplicas de Grant y Russell. Grant volvió con Irene Dunne en Mi esposa favorita (My Favorite Wife), una comedia "de primer orden" según la revista Life, que la convirtió en la segunda película más comercial del año para la RKO, con un beneficio de 505,000 dólares. Después de trabajar en The Howards of Virginia, en el que McCann considera que fue una de las peores interpretaciones de Grant, su último film del año fue aclamado por la crítica cuando trabajó en Historias de Philadelphia (The Philadelphia Story), en el que encarna al exmarido de Hepburn. Grant sintió que su actuación fue tan sólida que se sintió amargamente decepcionado por no haber recibido una nominación al Oscar, especialmente porque sus coprotagonistas principales, Hepburn y James Stewart, las recibieron, y Stewart lo ganó como Mejor Actor. Grant bromeó al respecto al decir "Tendría que ennegrecerme los dientes antes de que la Academia me tome en serio". El historiador de cine David Thomson escribió que "el hombre equivocado obtuvo el Oscar" por 'The Philadelphia Story' y que "Grant obtuvo mejores actuaciones de Hepburn que las que su compañero Spencer Tracy logró." El Óscar de Stewart "se consideró una disculpa chapada en oro por haber sido despojado del premio" por el año anterior Mr. Smith Goes to Washington. Grant tampoco había sido nominado por His Girl Friday ese mismo año y es considerado como "uno de los grandes pecados por omisión" de los Oscars. Por otro lado, donó todo su salario en esta película al Gobierno de Gran Bretaña para los esfuerzos de la guerra.

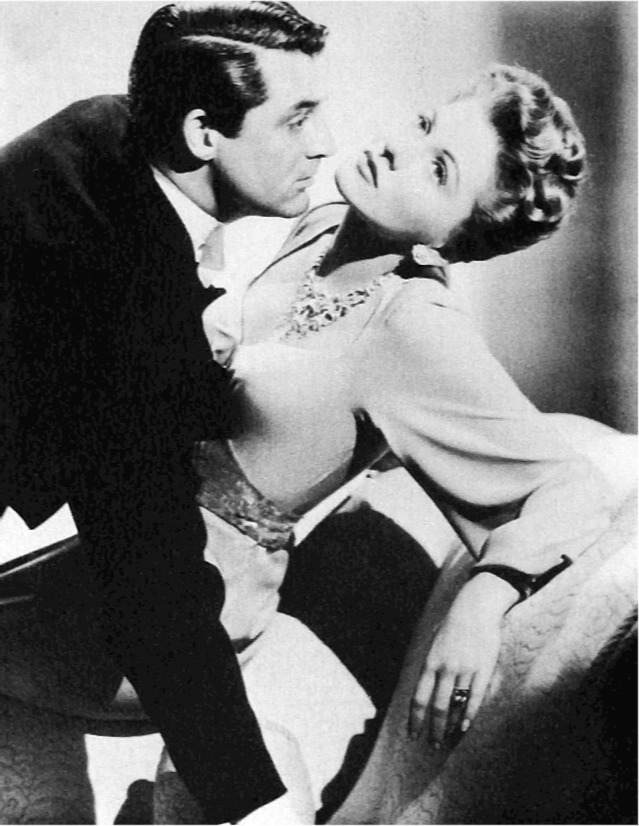
Con Joan Fontaine en Sospecha (1941)

Al año siguiente, Grant consiguió su primera nominación a los Oscar por Serenata nostálgica—su primera nominación a la academia. Wansell dice que Grant encontró que la película era una experiencia emocional, porque él y su futura esposa Barbara Hutton habían comenzado a hablar sobre tener sus propios hijos. Después de 1940, protagonizó su primer thriller romántico de carácter psicológico Sospecha (Suspicion), la primera de las cuatro colaboraciones que Grant hizo con el director Alfred Hitchcock. Grant no quería trabajar con Joan Fontaine, a la que consideraba temperamental y poco profesional. El crítico Bosley Crowther de The New York Times consideró que Grant estaba "provocadoramente irresponsable, juvenilmente alegre y también extrañamente misterioso, como lo exige el papel". Hitchcock estuvo en desacuerdo con el final feliz de la película (con la esposa descubriendo que su esposo es inocente en lugar de que sea culpable y ella lo deja matarla con un vaso de leche envenenada). E director dijo que ese final era "un completo error por hacer esa historia con Cary Grant. A menos que tenga un final cínico, hace que la historia sea demasiado simple". Geoff Andrew de Time Out cree que Suspicion sirvió como "ejemplo supremo de la capacidad de Grant para ser simultáneamente encantador y siniestro".
En 1942, Grant participó en una gira de tres semanas por los Estados Unidos como parte de los famosos que recaudaban dinero para la guerra y se fotografió visitando soldados en el hospital. Apareció en varias funciones propias durante estos espectáculos y, a menudo, interpretó junto a Bert Lahr. En mayo de 1942, cuando tenía 38 años, participó en el corto propagandístico Road to Victory, en el que comparte pantalla con Bing Crosby, Frank Sinatra y Charles Ruggles. En el cine, Grant encarnó a Leopold Dilg, un convicto a la fuga en El asunto del día (The Talk of the Town) (1942), que escapa después de ser condenado injustamente por incendio provocado y asesinato. Crowther elogió el guion y señaló que Grant interpretó a Dilg con una "casualidad que es un poco inquietante". Después de encarnar a un corresponsal en la comedia Hubo una luna de miel (Once Upon a Honeymoon) junto a Ginger Rogers y Walter Slezak, y donde fue elogiado por sus escenas con Rogers, encabezó el reparto en Mr. Lucky (film) el siguiente año, interpretando a un jugador en un casino situado en un barco. A este le siguió el éxito de la comedia bélica situada en un submarino titulado Destinoː Tokio (Destination Tokyo) (1943) en un rodaje que duró seis semanas de septiembre a octubre de 1942 y que le dejó completamente exhausto.
En 1944, Grant protagonizó junto a Priscilla Lane, Raymond Massey and Peter Lorre, la comedia negra de Frank Capra Arsénico por compasión (Arsenic and Old Lace ), donde interpreta a Mortimer Brewster, que pertenece a una extraña familia que incluye dos tías asesinas y un tío que dice ser el presidente Teddy Roosevelt. Grant escogió este papel que anteriormente se el había ofrecido a Bob Hope, que lo rechazó debido a conflictos de horario. Grant encontró difícil lidiar con un tema tan macabro de la película y siempre creyó que era la peor actuación de su carrera. Tal como hizo con The Philadelphia Story, donó todo el salario ganado en esta película para los esfuerzos de la guerra, en esta ocasión al Gobierno de los Estados Unidos.
Ese año recibió su segunda nominación a los Óscar por su papel en la película de Clifford Odets Un corazón en peligro (None but the Lonely Heart), ambientada en Londres durante la depresión. A finales de 1944, trabajó en el serial radiofónico de la CBS Suspense, interpretando a un personaje atormentado que descubre histéricamente que su amnesia ha afectado el orden masculino en la sociedad en The Black Curtain.

### 1946–1953: Éxito y depresión de la posguerra

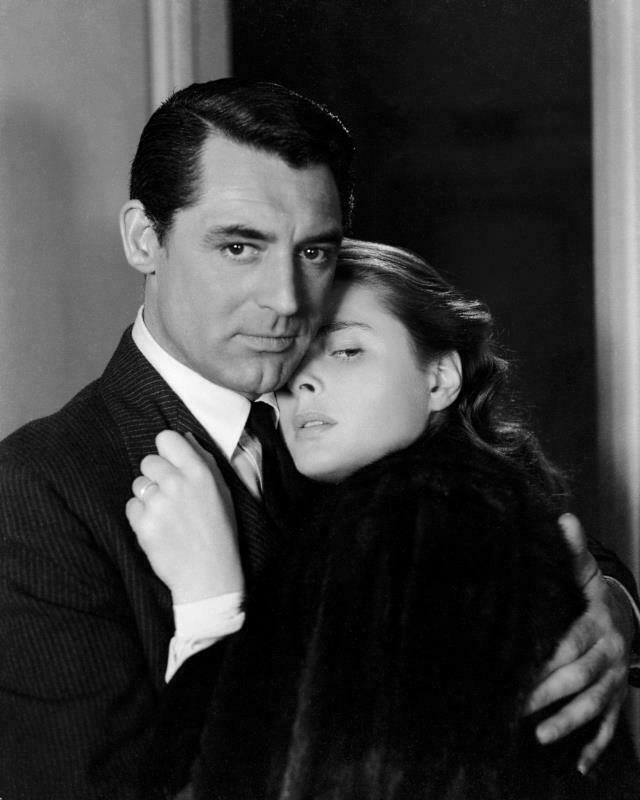
Grant e Ingrid Bergman en Notorious (1946)

Después de hacer una breve aparición junto a Claudette Colbert en Without Reservations (1946), Grant encarnó a Cole Porter en el musical Noche y día (Night and Day) (1946). La producción fue problemática, con escenas que requirieron múltiples rodajes, frustrando a todo el equipo. La siguiente aparición de Grant fue junto a Ingrid Bergman y Claude Rains en la nueva producción de Hitchcock Encadenados (Notorious) (1946), interpretando a un agente de gobierno que recluta a la hija de un espía convicto nazi (Bergman) para infiltrarse en una organización nazi situada en Brasil después de la Segunda Guerra Mundial. Durante el transcurso de la película, los personajes de Grant y Bergman se enamoran y comparten uno de los besos más largos de la historia del cine, de unos dos minutos y medio. Wansell señala cómo la actuación de Grant "subrayó cuánto habían madurado sus cualidades únicas como actor de pantalla en los años transcurridos desde La pícara puritana".
En 1947, Grant se mete en el papel de un artista que se ve envuelto en un caso judicial cuando se le acusa de agresión en la comedia El solterón y la menor (The Bachelor and the Bobby-Soxer) junto a Myrna Loy y Shirley Temple. El film fue elogiado por los críticos, que admiraron las cualidades de la comedia de slapstick del actor y su química con Loy, y también fue un éxito de taquilla. A finales de ese año apareció junto a  David Niven y Loretta Young en la comedia La mujer del obispo (The Bishop's Wife), interpretando a un ángel que es enviado a la tierra para enderezar la relación entre el obispo (Niven) y su mujer (Loretta Young). El film volvió a tener un a gran aceptación entre el público y optó a cinco Premios Óscar. La revista Life la valoró como una película "inteligentemente escrita y competentemente interpretada".

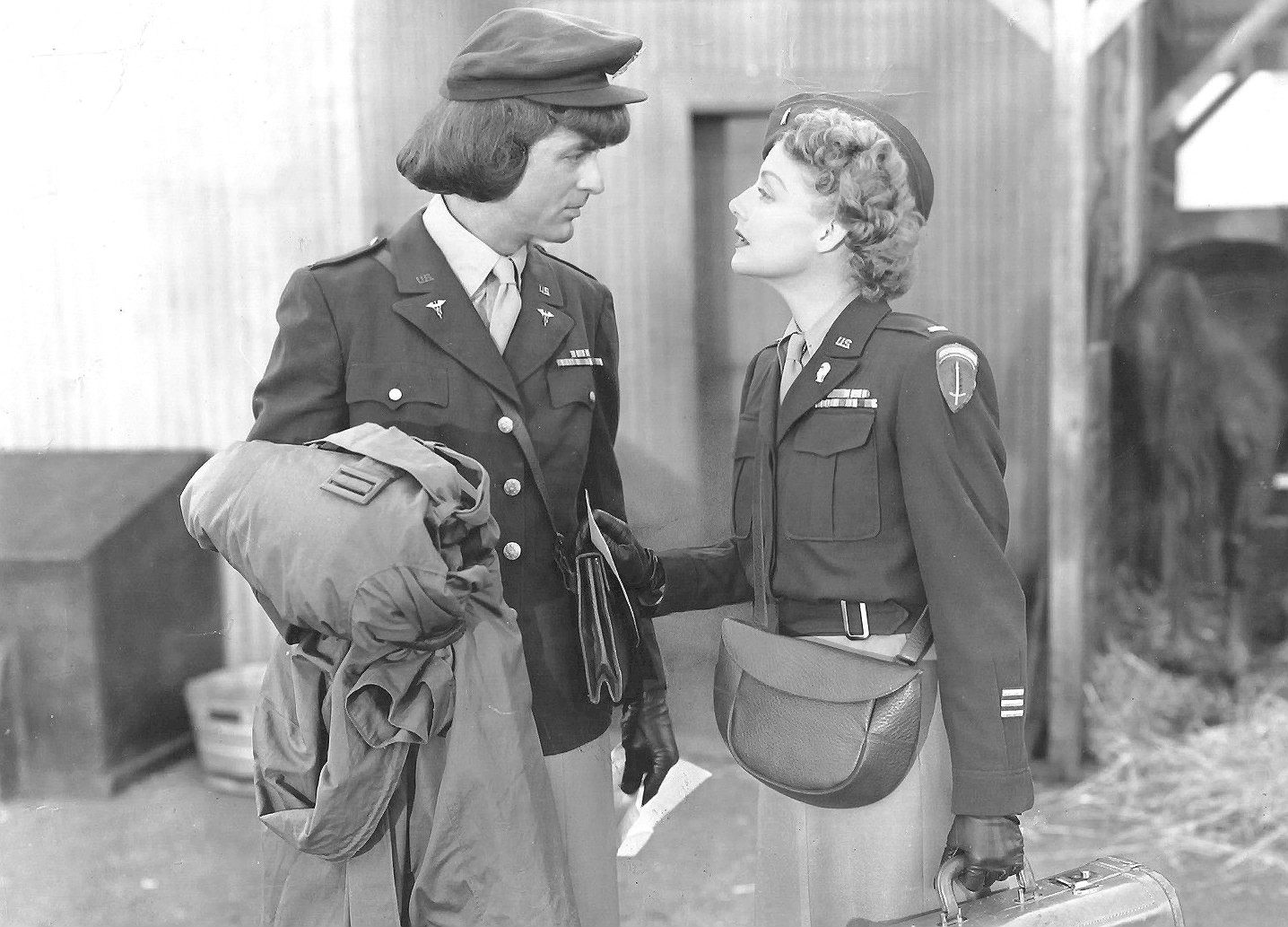
Grant en un fotograma de La novia era él (1949)

Al siguiente año, Grant interpreta al neurótico Jim Blandings, en la comedia Los Blanding ya tienen casa (Mr. Blandings Builds His Dream House), nuevamente con Loy. Aunque el film causó pérdidas para RKO, Philip T. Hartung de Commonweal cree que el papel de Grant como el "frustrado publicista" fue una de su smejores actuaciones. En En busca de marido (Every Girl Should Be Married), su siguiente comedia, apareció con Betsy Drake y Franchot Tone, interpretando a un soltero que está atrapado en el matrimonio por el carácter intrigante de Drake. Acabó el año como la cuarta estrella más popular en la taquilla de los Estados Unidos. En 1949, Grant lideró el reparto junto a Ann Sheridan de la comedia La novia era él (I Was a Male War Bride) en la que aparece en las últimas escenas vestido como mujer. Durante ese rodaje contrajo la hepatitis y perdió peso, cosa que afectó a su participación en la película. El film, basada en la autobiografía del partisano belga Roger Charlier, demostró ser un éxito, convirtiéndose en la película más taquillera de 20th Century Fox ese año con más de 4.5 millones de dólares en ingresos y siendo comparada con las comedias locas de Hawks de finales de la década de los 30. Es por ello, que se convirtió en una de las estrellas mejor pagadas de Hollywood, cobrando 300,000 dólares por película.
El inicio de la década de los 50, marcó el inicio del declive de la carrera de Grant. Sus papeles como un destacado cirujano cerebral que se ve atrapado en medio de una amarga revolución en un país latinoamericano en Crisis, y como profesor de la facultad de medicina y director de orquesta en Murmullos de la ciudad (People Will Talk) no fueron bien recibidas. Grant se había cansado de ser Cary Grant después de veinte años, de ser exitoso, rico y popular, y comentó: "Jugar a ti mismo, tu "verdadero" yo, es la cosa más difícil del mundo". En 1952, Grant protagonizó la comedia Hogar, dulce hogar (Room for One More), encarnado a un ingeniero que junto a su mujer (Betsy Drake) adoptan dos niños de un orfanato. Volvió a coincidir con Howard Hawks en la comedia Me siento rejuvenecer (Monkey Business), junto a Ginger Rogers y Marilyn Monroe. Aunque los críticos de Motion Picture Herald escribieron efusivamente que Grant había dado lo mejor de su carrera con una "actuación ágil y extraordinaria", que fue igualada por Rogers, no tuvo éxito en taquilla. Grant tenía la esperanza de que la comedia romántica La mujer soñada (Dream Wife) junto a Deborah Kerr podía salvar su carrera. De hecho, se le ofreció liderar la nueva versión de Ha nacido una estrella (A Star is Born) pero se decidió por este proyecto. Pero lo cierto es que fue un fracaso crítico y financiero tras su lanzamiento en julio de 1953 y eso provocó que Grant se retirara durante un tiempo de las pantallas.

### 1955–1959: Repunte en su carrera

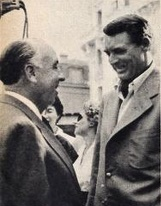
Grant con Hitchcock en un momento del rodaje de To Catch a Thief (1955)

En 1955, Grant aceptó trabajar junto a Grace Kelly en Atrapa a un ladrón (To Catch a Thief), interpretando a un ladrón retirado llamado John Robie, de apodo "El Gato", que vive en la Riviera francesa. Grant y Kelly trabajaron de manera maravillosa y consideró que tanto ella como Hitchcock trabajaron de una manera muy profesional. De hecho, el actor lo recordaría como una de sus experiencias más satisfactorias de su carrera. Grant fue uno de los primeros actores independientes que negociaba directamente con los estudios,, que casi le daba el control competo en todos los aspectos del contrato. Decidía en qué películas iba a aparecer, a menudo tenía una elección personal de directores y coprotagonistas, y a veces negociaba una parte de los ingresos brutos, algo poco común en ese momento. Grant recibió más de 700,000 dólares por los beneficios de To Catch a Thief, aunque Hitchcock recibiría menos de 50,000 por dirigirla y producirla. Aunque las críticas fueron variadas, Grant fue elogiado por su interpretación, calificándola de suave y atractiva.
En 1957, Grant encabezó el reparto junto a Deborah Kerr en el romance Tú y yo (An Affair to Remember), interpretando a un playboy internacional que se convierte en el objeto de sus afectos. Schickel ve la película como una de las películas románticas definitivas de la época, pero comenta que Grant no tuvo un éxito total al tratar de reemplazar el "sentimentalismo efusivo" de la película. Ese año, Grant también apareció junto a Sophia Loren y Frank Sinatra en Orgullo y pasión (The Pride and the Passion). En ese momento, mostró interés por el papel que finalmente haría William Holden en The Bridge on the River Kwai pero lo encontró incompatible al haberse comprometido con The Pride and the Passion. El film se rodó en España y fue problemático, sobre todo con Frank Sinatra irritando a sus compañeros y abandonando el rodaje pocas semanas después. Aunque Grant tuvo una aventura con Loren durante el rodaje, los intentos de Grant de cortejar a Loren para que se casara con él durante la producción resultaron infructuosos,, y no le gustó que la Paramount la propusiera para acompañarlo en el siguiente proyecto Cintia (Houseboat) (1958) como parte del contrato. La tensión sexual entre los dos fue tan grande durante la realización de Houseboat que a los productores les resultó casi imposible hacer. A finales de 1958, Grant volvió a coincidir con Bergman en la comedia romántica Indiscreta (Indiscreet), interpretando a un empresario exitoso que tiene una aventura con una actriz famosa (Bergman) mientras finge ser un hombre casado. Durante el rodaje estrechó sus lazos de amistad con la actriz. Schickel pensaba que la película era posiblemente la mejor película de comedia romántica de la época y que el propio Grant había declarado que era una de sus favoritas personales. Grant recibió su primera nominación la primera de los cinco Globo de Oro al mejor actor de comedia o musical por esta interpretación y fue la estrella más taquillera de ese año.

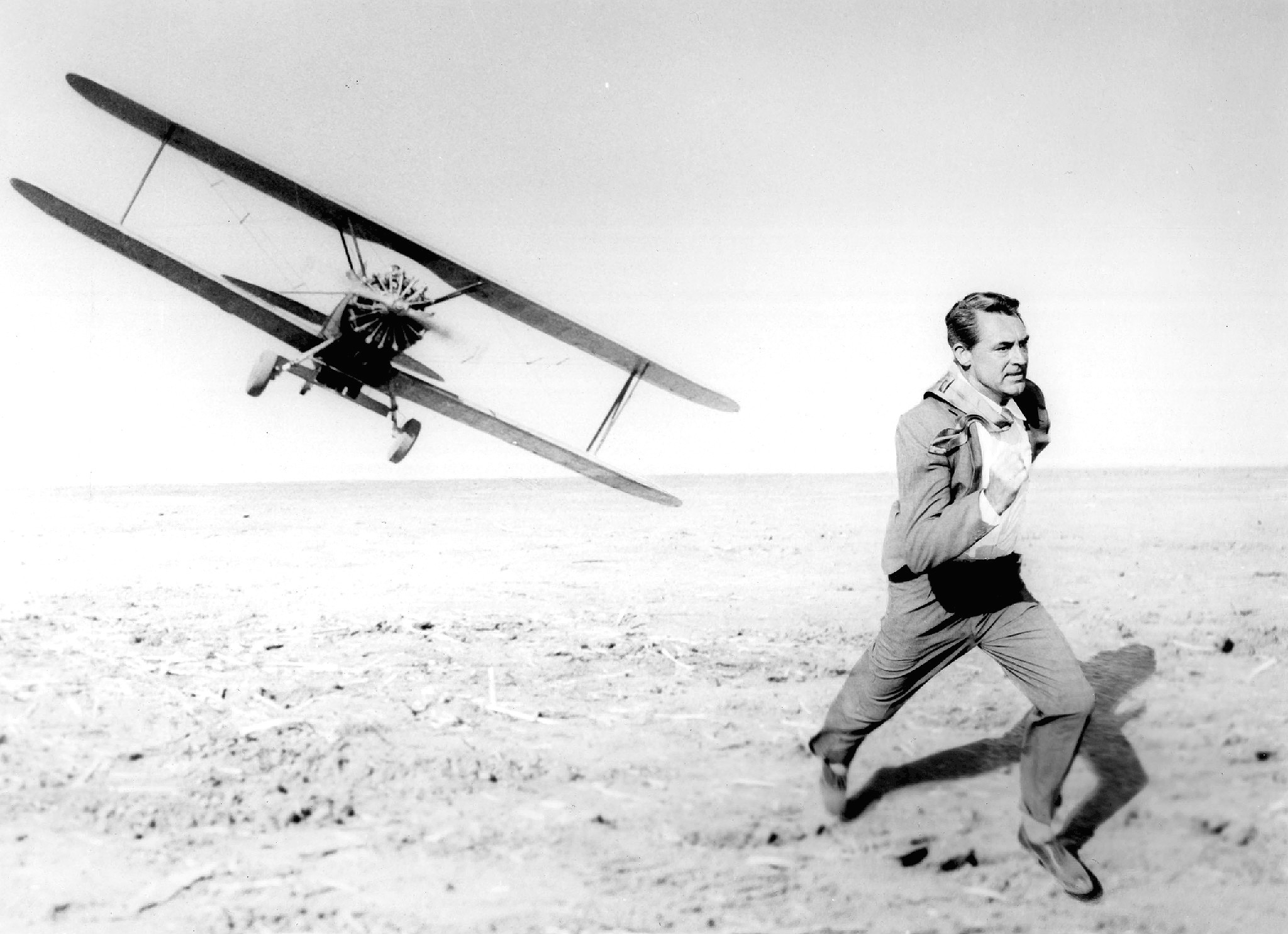
Escena de Cary Grant en Con la muerte en los talones (1959)

En 1959, Grant volvió a trabajar para Hitchcock en el clásico Con la muerte en los talones (North by Northwest), encarnando a un ejecutivo de publicidad que se ve envbuelto en un caso de error de identidad. Como Indiscreet, fue bien recibido en público y crítica, tanto que es considerada uno de los mejores films de la historia Weiler, escribiendo para The New York Times, elogió la actuación de Grant, señalando que el actor "nunca estuvo más en casa que en este papel de publicista-en-el-lam" y manejó el papel "con aplomo y gracia profesionales". Grant usó uno de sus trajes más icónicos en la película que se hizo muy popular, uno de galga catorce, gris medio, sutilmente a cuadros, de lana peinada, hecho a medida en Savile Row. Grant acabó el año haciendo de capitán del submarino en la comedia Operation Petticoat. El crítico de Daily Variety vio la interpretación cómica de Grant como un ejemplo clásico de cómo atraer la risa de la audiencia sin líneas, y señaló que "En esta película, la mayoría de las bromas juegan con él. Es su reacción, en blanco , sobresaltado, etc., siempre subestimado, que crea o libera el humor". El film también fue un éxito de taquilla con unos 9.5 millones de dólares de reacudación en Estados Unidos.

### 1960–1966: Últimos papeles
En 1960, Grant apareció junto a Deborah Kerr, Robert Mitchum y Jean Simmons en Página en blanco (The Grass Is Greener), que fueron rodadas en Osterley Park y Shepperton Studios. McCann señala que a Grant le gustaba mucho "burlarse de los gustos y gestos demasiado refinados de su personaje aristocrático", aunque la película fue criticada y fue considerada como la peor desde Dream Wife. En 1962, Grant protagonizó la comedia romántica Suave como el visón (That Touch of Mink), haciendo el papel del empresario Philip Shayne que se enamora de una de sus trabajadoras, Doris Day. La invita a su departamento en las Bermudas, pero su conciencia culpable comienza a apoderarse de ella. La película fue bian acogida pro la crítica, recibió algunas nominaciones a los Óscar y ganó el Globo de Oro a la mejor película de Comedia o musical,. Por su parte, Grant consiguió una nueva nominación de los Globos de Oro al mejor actor. Deschner coloca esta película en el segundo puesto de las películas más taquilleras del actor.

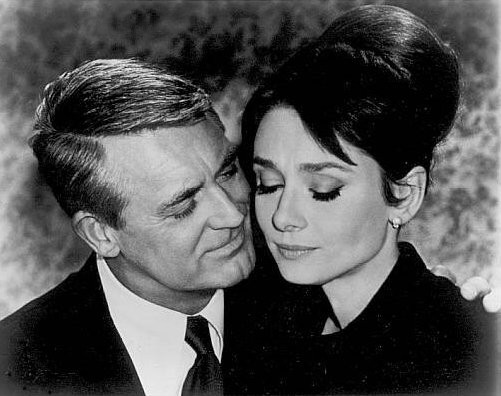
Con Audrey Hepburn en Charada (1963).

Los productores Albert R. Broccoli y Harry Saltzman originalmente pensaron en Grant para su primer James Bond en Dr. No (1962) pero descartaron la idea ya que Grant estaría comprometido con un solo largometraje; por ello, los productores decidieron ir tras alguien que pudiera ser parte de una franquicia después de que James Mason solo aceptaría comprometerse con tres películas. En 1963, Grant aparecería junto a Audrey Hepburn en Charade. Grant encontró su experiencia de trabajar con Hepburn como "maravillosa" y creía que su estrecha relación era clara en cámara, aunque según Hepburn, estuvo particularmente preocupado durante el rodaje de que lo criticaran por ser demasiado mayor para ella y lo vieran como un "ladrón de cunas". El escritor Chris Barsanti describe: "Es la coquetería astuta de la película lo que la convierte en un entretenimiento tan ingenioso. Grant y Hepburn se enfrentan como los profesionales que son". El film, bien acogido por la crítica, es nombrado como "el mejor Hitchcock que Hitchcock nunca hizo".
En 1964, Grant cambió su imagen de personaje distinguido para interpretar a un vagabundo canoso que es obligado a servir como vigía en una isla deshabitada en la comedia romántica de la Segunda Guerra Mundial Father Goose. El film tuvo un éxito asombroso, con una recaudación de 210,000 dólares en las Navidades de 1964, superando el récord de Charade el año anterior. Su último film, Apartamento para tres (Walk, Don't Run) (1966), una comedia junto a Jim Hutton y Samantha Eggar, fue rodada en Tokio, y está ambientado en el contexto de la escasez de viviendas de los
Juegos Olímpicos de Tokio de 1964. Newsweek refleja: "Aunque la presencia personal de Grant es indispensable, el personaje que interpreta es casi totalmente superfluo. Quizás la inferencia a tomar es que un hombre de 50 o 60 años no tiene cabida en la comedia romántica excepto como catalizador. Si es así, la química es incorrecta para todos". Este sería la última película de la carrera Grant. Incluso, Hitchcock le pidió protagonizar Cortina rasgada (Torn Curtain) ese mismo año, pero su decisión era irrevocable.

## Últimos años

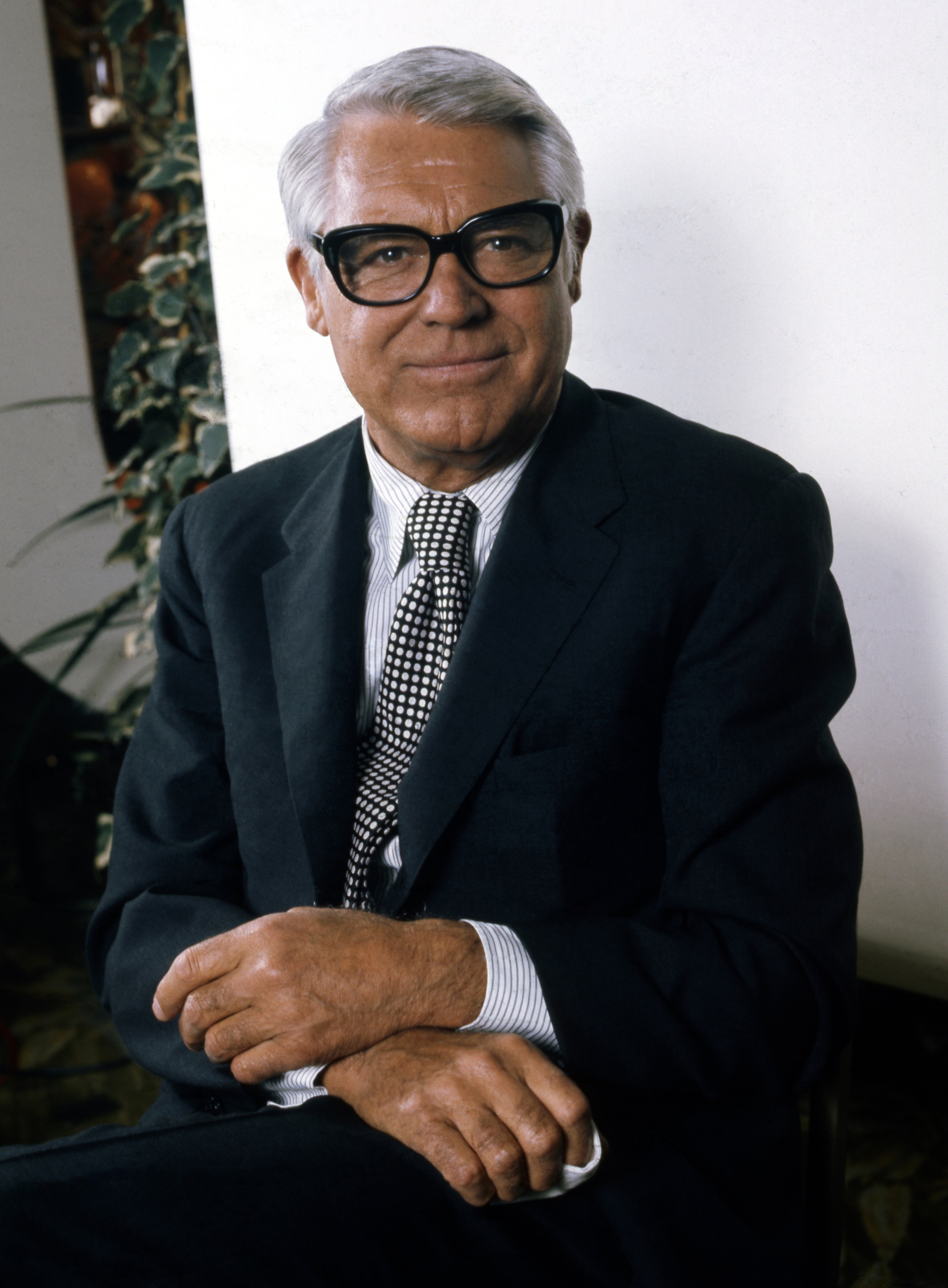
Grant en 1973

Grant se retiró de la pantalla en 1966 a los 62 años, cuando su hija Jennifer Grant nació, para centrarse en su educación y darle un entorno de estabilidad. Aparte de esto, se desilusionó con el cambio que hizo el cine en la década de los 60, y tampoco encontraba ningún guion que aprobara. Dijo en una ocasión: "Podría haber seguido actuando y haciendo de abuelo o de vagabundo, pero descubrí cosas más importantes en la vida". También afirmó después de haber trabajado en Charade que la "Edad de Oro de Hollywood había acabado". Expresó poco interés en regresar a su carrera y respondería a la sugerencia con "gran oportunidad". Hizo una breve aparición en el documental del concierto de Elvis en Las Vegas Elvis: That's the Way It Is. En la década de los 70, le regalaron los negativos de varias de sus películas y los vendió a la televisión por una suma de más de dos millones de dólares en 1975.
Morecambe y Stirling argumentan que la ausencia de Grant del cine a partir de 1966 no fue a causa de que "la industria del cine le diera la espalda", sino porque se encontraba "atrapado entre una decisión tomada y la tentación de comerse un trozo de humilde pastel y volver a anunciarse al público cinéfilo". En la década de los 70, MGM quería hacer una adaptación de Gran Hotel (1932) y soñaba con contar con Grant. Hitchcock también quiso hacer una película sobre la idea de Hamlet, con Grant liderando el reparto. Grant declaró que Warren Beatty había hecho un gran esfuerzo para que interpretara el papel del Sr. Jordan. en El cielo puede esperar (1978), que finalmente hizo James Mason. Morecambe y Stirling afirmaron también que Grant expresó su interés en aparecer en proyectos como Un toque de distinción (1973), Veredicto final (1982), y en una adaptación del libro de William Goldman Adventures in the Screen Trade.
A finales de los 70 y principios de los 80, Grant se empezó a preocupar por la muerte de amigos muy cercanos como Howard Hughes en 1976, Howard Hawks en 1977, Lord Mountbatten y Barbara Hutton en 1979, Alfred Hitchcock en 1980, Grace Kelly e Ingrid Bergman en 1982, y David Niven en 1983. En el funeral de Mountbatten, le dijo a un amigo: "Estoy absolutamente cagado, y soy tan malditamente viejo... Voy a renunciar todo el próximo año. Voy a acostarme en la cama... Cerraré todas las puertas, apagaré el teléfono y disfrutaré de mi vida". La muerte de Grace Kelly fue una de las más duras para él por ser tan inesperada. Ambos mantenían una excelente relación desde el rodaje de To Catch a Thief. Grant visitó Mónaco tres o cuatro veces cada año durante su retiro, y mostró su apoyo a Kelly al unirse en la junta de la Princess Grace Foundation.
En el plano financiero, fue ejecutivo de diversas empresas relacionadas con el mundo del cine. En 1980, el Los Angeles County Museum of Art hizo una retrospectiva con las 40 película de Grant. En 1982, fue con el premio de "Hombre del año" del New York Friars Club en el Hotel Waldorf-Astoria. En 1984, con 80 años, Peter Bogdanovich notó que la "serenidad" se había apoderado de él. Grant tenía buena salud hasta que tuvo un derrame cerebral leve en octubre de ese año. En los últimos años de su vida, se dedicó a viajar por el mundo y por Estados Unidos, donde realizó diversas sesiones de su programa Una noche con Cary Grant, en las que tras la proyección de fragmentos de sus películas, respondía a las preguntas del público. Sus 36 apariciones en públicos en los últimos cuatro años, desde Nueva Jersey a Texas, y su público iba desde cinéfilos de edad avanzada hasta estudiantes universitarios entusiastas que descubrían sus películas por primera vez. Grant admitió que estas apariciones eran "alimento para el ego", y comentó que "sé quién soy por dentro y por fuera, pero es bueno tener el exterior, al menos, corroborado".

## Muerte

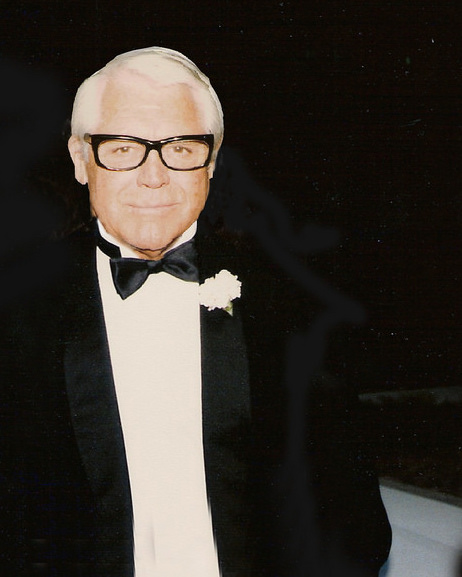

Grant se estaba preparando para una actuación en el Teatro Adler en Davenport, Iowa, en la tarde del 29 de noviembre de 1986, cuando sufrió una hemorragia cerebral (ya había sufrido previamente un ataque en octubre de 1984). Su esposa Barbara no sabía lo que estaba pasando y fue a una farmacia local para obtener una aspirina. Fue trasladado al Hospital de San Lucas en Davenport, Iowa, y después de unos minutos en la sala de espera, fue trasladado a cuidados intensivos. Murió a las 11:22 p. m.  a la edad de 82 años, producto de las complicaciones de un derrame cerebral.
| "¿Muerte? Por supuesto que lo pienso. Pero no quiero extenderme en eso ... Creo que lo que piensas cuando tienes mi edad es cómo lo vas a hacer y si te portarás bien." (Grant a los 73 años). |

La editorial de The New York Times escribía: "Se suponía que Cary Grant no debía morir. ... Se suponía que Cary Grant se quedaría, nuestra piedra de toque perpetua de encanto, elegancia, romance y juventud." Su cuerpo fue llevado de regreso a California, donde fue incinerado y sus cenizas esparcidas en el Océano Pacífico. No se realizó ningún funeral para él luego de su pedido, que Roderick Mann comentó que era apropiado para "el hombre privado que no quería las tonterías de un funeral". La mayor parte de sus bienes, por valor de 60 a 80 millones de dólares, fueron para su quinta esposa, Barbara Harris, y para su hija, Jennifer Grant.

## Negocios empresariales

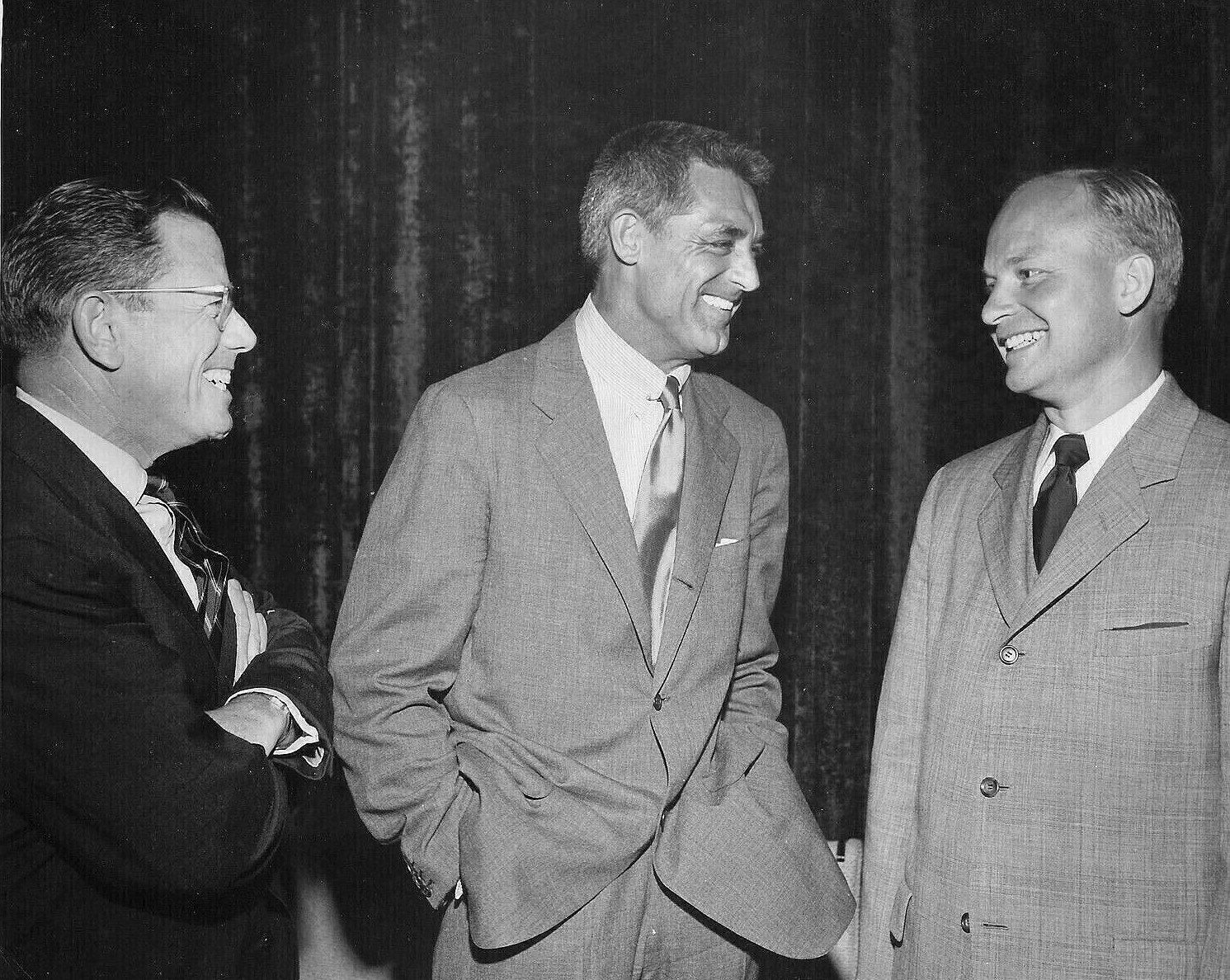
Grant en una foto de los 40.

Stirling se refiere a Grant como "uno de los hombres de negocios más astutos que jamás haya operado en Hollywood". Su larga amistad con Howard Hughes desde la década de los 30 en adelante lo hizo un habitual de los círculos más glamorosos de Hollywood y sus lujosas fiestas. Los biógrafos Morecambe y Stirling afirman que Hughes desempeñó un papel importante en el desarrollo de los intereses comerciales de Grant, de modo que en 1939 "ya era un operador astuto con varios intereses comerciales". Scott también jugó un papel, alentando a Grant a invertir su dinero en acciones, lo que lo convirtió en un hombre rico a fines de la década de los 30. En la década de los 40, Grant y Barbara Hutton invirtieron en el desarrollo inmobiliario en Acapulco en un momento en que era poco más que un pueblo de pescadores, y junto a Richard Widmark, Roy Rogers, y Red Skelton en construir un hotel allí. Detrás de los intereses de económicos había una gran inteligencia empresarial, hasta el punto de que su amigo David Niven dijo una vez: "Antes de que las computadoras se generalizaran, Cary tenía una en su cerebro". El crítico de cine David Thomson cree que la inteligencia de Grant más allá del cine, y afirmó que "nadie más se veía tan bueno y tan inteligente al mismo tiempo".
Después de que Grant se retirara de la gran pantalla, se centró en sus negocios. Aceptó el cargo directivo de la marca de cosméticos Fabergé. Esta puesto no era honoriario, como algunos habían supuesto; Grant asistió regularmente a reuniones y viajó internacionalmente para apoyarlas. Su salario (15.000 dólares al año) era modesto comparado con los millones de su carrera como actor. Tal fue la influencia de Grant en la empresa que George Barrie afirmó una vez que Grant había desempeñado un papel en el crecimiento de la empresa a ingresos anuales de alrededor de 50 millones de dólares en 1968, un crecimiento de casi el 80% desde el año inaugural en 1964. esta posición le pemitió el uso de avión privado, que le permitió a Grant poder ver a su hija y a su madre mientras trabajaba.
En 1975, Grant fue un director designado de MGM. En 1980, formó parte del directorio de MGM Films y MGM Grand Hotels luego de la división de la empresa matriz. Desempeñó un papel activo en la promoción de MGM Grand Hotel en Las Vegas cuando se abrió en 1973, y continuó promocionando la ciudad en la década de los 70. Cuando Allan Warren se encontró a Grant para una sesión de fotos ese año notó lo cansado que se veía Grant, y su "aire un poco melancólico". Más tarde, Grant se unió a las juntas directivas de Hollywood Park, la Academia de Artes Mágicas (El Castillo Mágico, Hollywood, California) y Western Airlines (adquirida por Delta Air Lines en 1987).

## Vida privada
Grant se nacionalizó como estadounidense el 26 de junio de 1942, a la vez que cambió legalmente su nombre por el de "Cary Grant". En el momento de su naturalización como estadounidense, dejó su segundo nombre como "Alec" en referencia a su nombre original.
Las penurias económicas que padeció en su infancia le hicieron controlar mucho el dinero que ganaba. Pese a llegar a cobrar más de tres millones de dólares por película, que lo convirtieron en el actor mejor pagado de su tiempo, Grant tuvo una merecida fama de tacaño en Hollywood. Grant tenía casas en Beverly Hills, Malibu y Palm Springs. Era elegante dentro y fuera de la pantalla, y la famosa directora de vestuario Edith Head, destacó que apreciaba su atención "meticulosa" a los detalles y consideraba que tenía el mayor sentido de la moda de todos los actores con los que había trabajado. McCann atribuyó su "mantenimiento casi obsesivo" al bronceado, que se profundizó a medida que envejecía. McCann señala que debido a que Grant provenía de un entorno de clase trabajadora y no tenía una buena educación, hizo un esfuerzo particular a lo largo de su carrera para mezclarse con la alta sociedad y absorber su conocimiento, modales y etiqueta para compensarlo y encubrirlo. Su imagen fue minuciosamente trabajada desde sus inicios en Hollywood, donde tomaba sol con frecuencia y evitaba ser fotografiado fumando, a pesar de fumar dos cajetillas al día en ese momento.

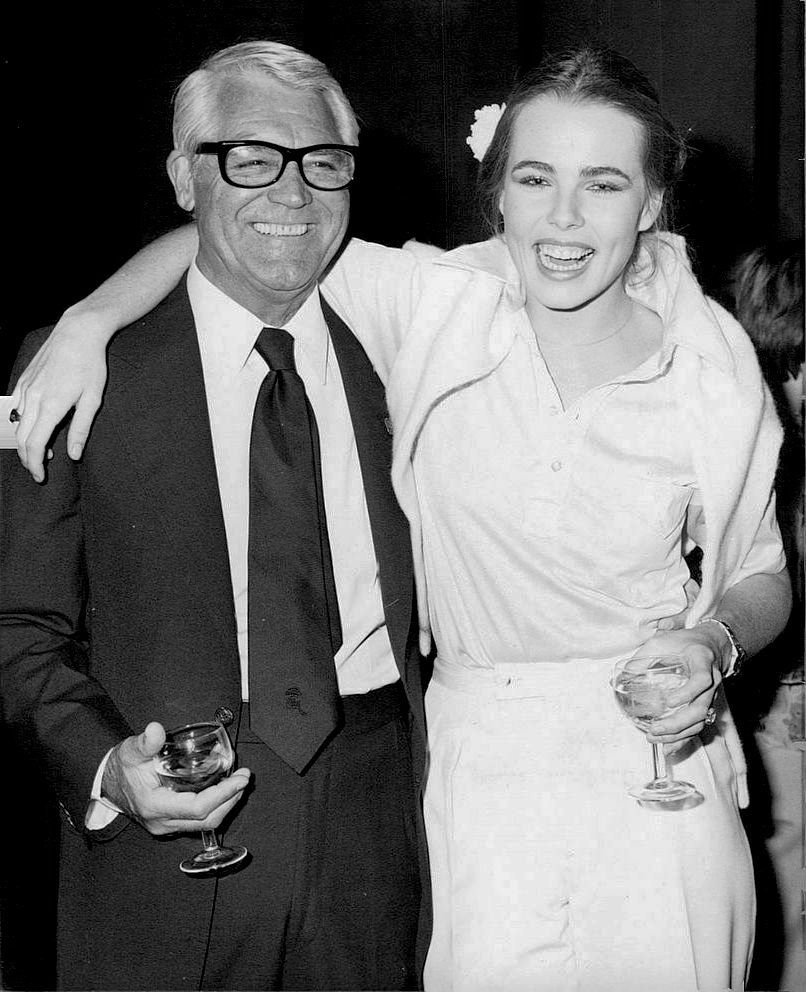
Grant con su amiga Margaux Hemingway en 1976

Grant dejó de fumar en la década de los 50 gracias a sesiones de hipnoterapia. Supo ser consciente de la salud, manteniéndose muy delgado y atlético incluso al final de su carrera, aunque Grant admitió que "nunca torció un dedo para mantenerse en forma". que hacía "todo con moderación, excepto el amor."
La hija de Grant, Jennifer, afirmó que su padre cosechó centenar de amistades durante su vida, y su casa contaba con visitas frecuentes de Frank y Barbara Sinatra, Quincy Jones, Gregory Peck y su mujer Veronique, Johnny Carson y su mujer, Kirk Kerkorian y Merv Griffin. Decía que Sinatra y su padre era amigos íntimos y que ambos tenían un resplandor similar y una "incandescencia de encanto indefinible", y estaban eternamente "en lo alto de la vida". Mientras Jennifer crecía, Grant guardaba los juegos de la infancia y adolescencia de ella en una habitación de gran seguridad que había instalado en la casa. Jennifer atribuyó esta colección meticulosa al hecho de que los artefactos de su propia infancia habían sido destruidos durante los bombardeos alemanes de Bristol de la Segunda Guerra Mundial (un evento que también se cobró la vida de su tío, tía, prima y el esposo y nieto de la prima), y es posible que hubiera querido evitar que ella experimentase una pérdida similar.
El temor a volver a ser pobre siempre le rondaba por la cabeza y llegó a recibir sesiones de psicoanálisis para evitar pesadillas relacionadas con la pobreza. Le apasionaban las carreras de caballos y las apuestas, pero nunca invertía más de un par de dólares. También hay varias fuentes que afirman que llegaba a cobrar entre 15 céntimos y un dólar por cada autógrafo que firmaba. El actor se quejaba de los impuestos que debía pagar y en todos sus matrimonios firmó contratos prenupciales.
Grant comenzó a experimentar con el LSD a finales de los 50, antes de convertirse en popular. Su mujer de aquella época, Betsy Drake, mostró un gran interés en la psicoterapia y, a través de ella, Grant desarrolló un conocimiento considerable del campo de la psicoanálisis. El radiólogo Mortimer Hartman comenzó con el tratamiento con LSD a finales de los 50, y Grant era un entusiasta de que el tratamiento le hacía sentir mejor consigo mismo y deshacerse de toda su agitación interna derivada de su infancia y sus relaciones fallidas. Se calcula que tuvo un centenar de sesiones con este tratamiento. Durante mucho tiempo, Grant vio la droga de manera positiva y afirmó que era la solución después de muchos años de "buscar su paz mental", y que por primera vez en su vida estaba "verdadera, profunda y honestamente feliz". Dyan Cannon afirmó durante una audiencia judicial que era un "apóstol del LSD" y que todavía estaba tomando la droga en 1967 como parte de un remedio para salvar su relación. Grant dijo posteriormente que "tomar LSD fue una tontería total, pero yo era un patán obstinado que escondía todo tipo de capas y defensas, hipocresía y vanidad. Tuve que deshacerme de ellos y hacer borrón y cuenta nueva."

### Romances y matrimonios

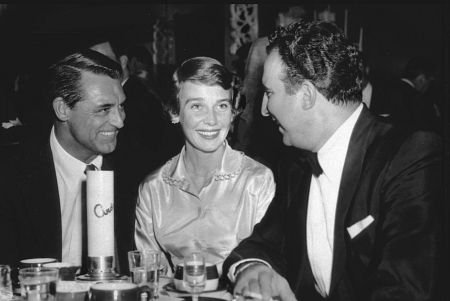
Grant con su tercera esposa Betsy Drake y el saxofonista Dick Stabile (derecha) en 1955

Grant se casó en cinco ocasiones. Contrajo matrimonio con Virginia Cherrill el 9 de febrero de 1934, en el registro civil de Caxton Hall en Londres. Se divorciaron el 26 de marzo de 1935, acusándola ella de malos tratos. Ambos estuvieron involucrados en un divorcio polémico que fue muy seguido por la prensa, con Cherrill demandándole por 1,000 dólares a la semana por los beneficios que había ganado con la Paramount. Después de este divorcio, se comprometió con Phyllis Brooks en 1937. Planearon la boda e hicieron un viaje por Europa a mediados de 1939, visitando la villa romana de Dorothy Taylor Dentice di Frasso en Italia, pero la relación acabó a finales de ese año.
Su segundo matrimonio fue con Barbara Hutton en 1942, una de las mujeres más ricas del mundo, después de una herencia de 50 millones de dólares de su abuelo
Frank Winfield Woolworth. Fueron apodados como "Cash and Cary", aunque Grant rechazó cualquier acuerdo financiero en un acuerdo prenupcial para evitar que le acusaran de casarse por intereses económicos. Hasta el final de su matrimonio, vivieron en la mansión del 10615 de Bellagio Road en Bel Air. Se divorciaron en 1945, aunque mantuvieron una sólida amistad. Se comprometió con Betty Hensel en ese periodo, pero se acabó casando con Betsy Drake (coprotagonista en alguna de sus películas) el 25 de diciembre de 1949. Fue el matrimonio más extenso de su vida, durando prácticamente catorce años.

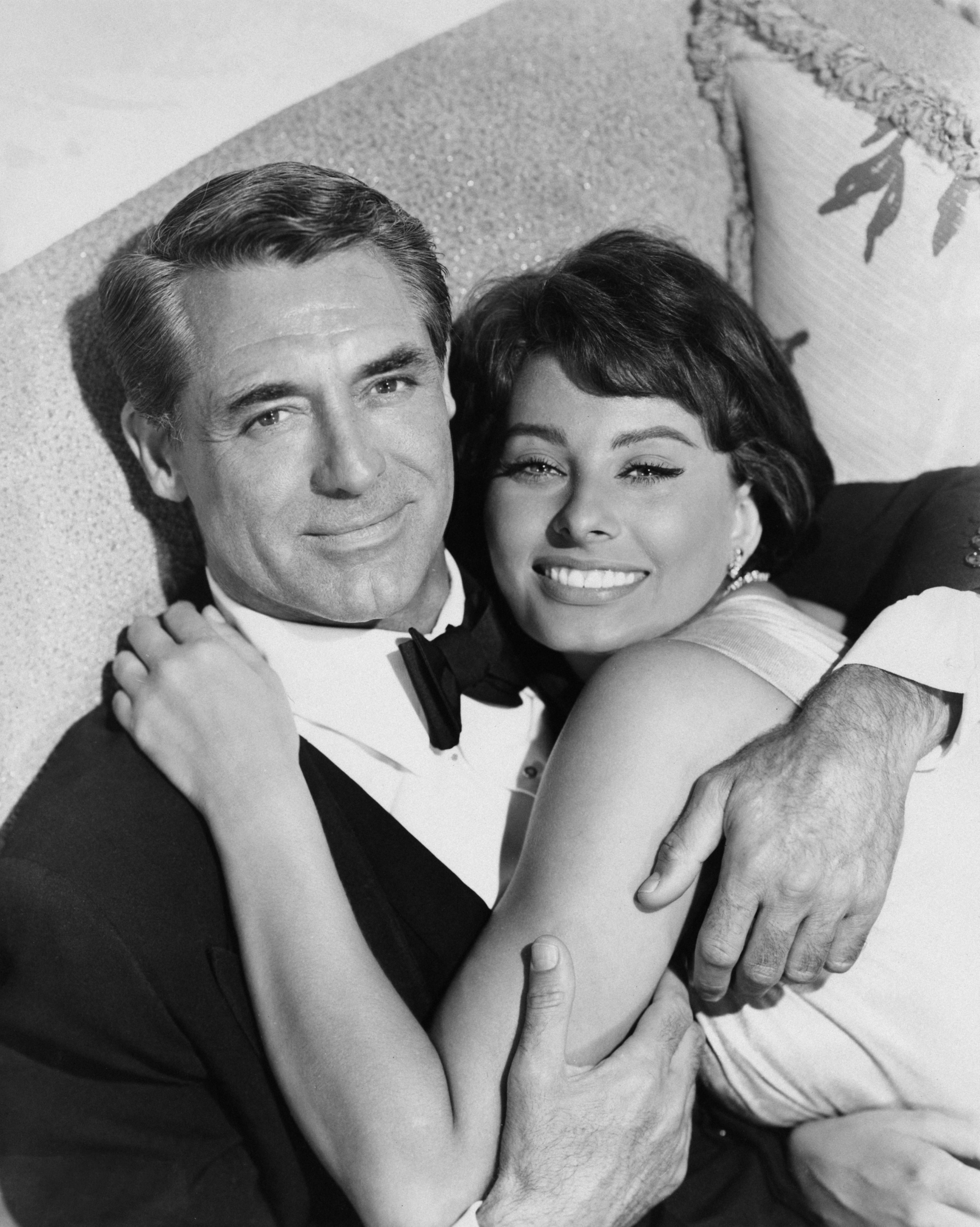
Grant y Sophia Loren en una foto promocional de Cintia (1958)

Es conocido el romance con Sophia Loren, uno de los más apasionados del actor en toda su vida. Ella tenía 31 años menos que él. Se conocieron en el rodaje de Orgullo y pasión (1957) y él todavía estaba casado con Betsy Drake mientras que ella estaba en relaciones con el productor Carlo Ponti, que también estaba casado. Cuando Sophia Loren visitó Los Ángeles durante el rodaje de Tú y yo (1957), Grant la inundó con decenas de llamadas y centenares de flores. Ambos (Grant y Ponti) se separaron de sus respectivas mujeres y ambos le propusieron matrimonio y Loren se acabó decidiendo por Ponti. Grant, aún enamorado de Loren, inicialmente aceptó compartir rodaje con Loren en Cintia (1958) pero después de que ella se comprometiera con Ponti, Grant, con el corazón roto, quiso echarse atrás. No pudo aunque el director Melville Shavelson se aseguró de que la producción fuera fluida.
Su penúltima esposa la actriz Dyan Cannon, mucho más joven que él. Se casaron el 22 de julio de 1965 en el Desert Inn de Howard Hughes en Las Vegas,. Grant y Cannon se separaron en agosto de 1967.
De esa relación nació su única hija, Jennifer Grant (26 de febrero de 1966); a la que a veces la apodaba como su "mejor producción". Dijo al respecto de su paternidad:

"Mi vida cambió el día que nació Jennifer. He llegado a pensar que la razón por la que estamos en esta tierra es para procrear. Dejar algo atrás. No las películas, porque sabes que no creo que mis películas duren mucho una vez que me haya ido. Pero otro ser humano. Eso es lo importante.

Grant no quería que Jennifer trabajara en la industria cinematográfica, pero después de la muerte de su padre Jennifer se hizo actriz.
El 12 de marzo de 1968, Grant estuvo envuelto en un accidente de tráfico en Queens, Nueva York, camino del Aeropuerto JFK, cuando un camión chocó contra su limousina. Grant fue hospitalizado durante 17 días con tres costillas rotas. Su compañera, la Baronesa Gratia von Furstenberg, también salió herida del accidente. Nueve días después, Grant y Cannon se divorciaron.
Grant tuvo un pequeño romance con la actriz Cynthia Bouron a finales de los 60. Coincidiendo con su Óscar Honorífico, Grant anunció que asistiría a la ceremonia de premiación para aceptar su premio, poniendo así fin a su boicot de 12 años a la ceremonia. Dos días después de este anuncio, Bouron presentó una demanda de paternidad en su contra y declaró públicamente que él era el padre de su hija de siete semanas, y se incluyó su nombre en la partida de nacimiento de la criatura. Grant la retó a hacerse un análisis de sangre y Bouron no se lo proporcionó, y el tribunal le ordenó que eliminara su nombre del certificado. Entre 1973 y 1977, mantuvo relaciones con la fotoperiodista británica Maureen Donaldson, y poco después con  Victoria Morgan, mucho más joven que él.
El 11 de abril de 1981, Grant se casó con Barbara Harris, una relaciones públicas de un hotel de Gran Bretaña y 47 años más joven. Ambos se conocieron en 1976 en el Royal Lancaster Hotel de Londres donde Harris estaba trabajando en ese momento y Grant asistía a una conferencia de Fabergé. Se hicieron amigos, pero no fue hasta 1979 cuando ella se mudó a vivir con él a California. Los amigos de Grant sintieron que ella tuvo un impacto positivo en él, y Príncipe Rainiero de Mónaco notó que Grant "nunca había sido tan feliz" como esos últimos años.

### Rumores sobre su bisexualidad

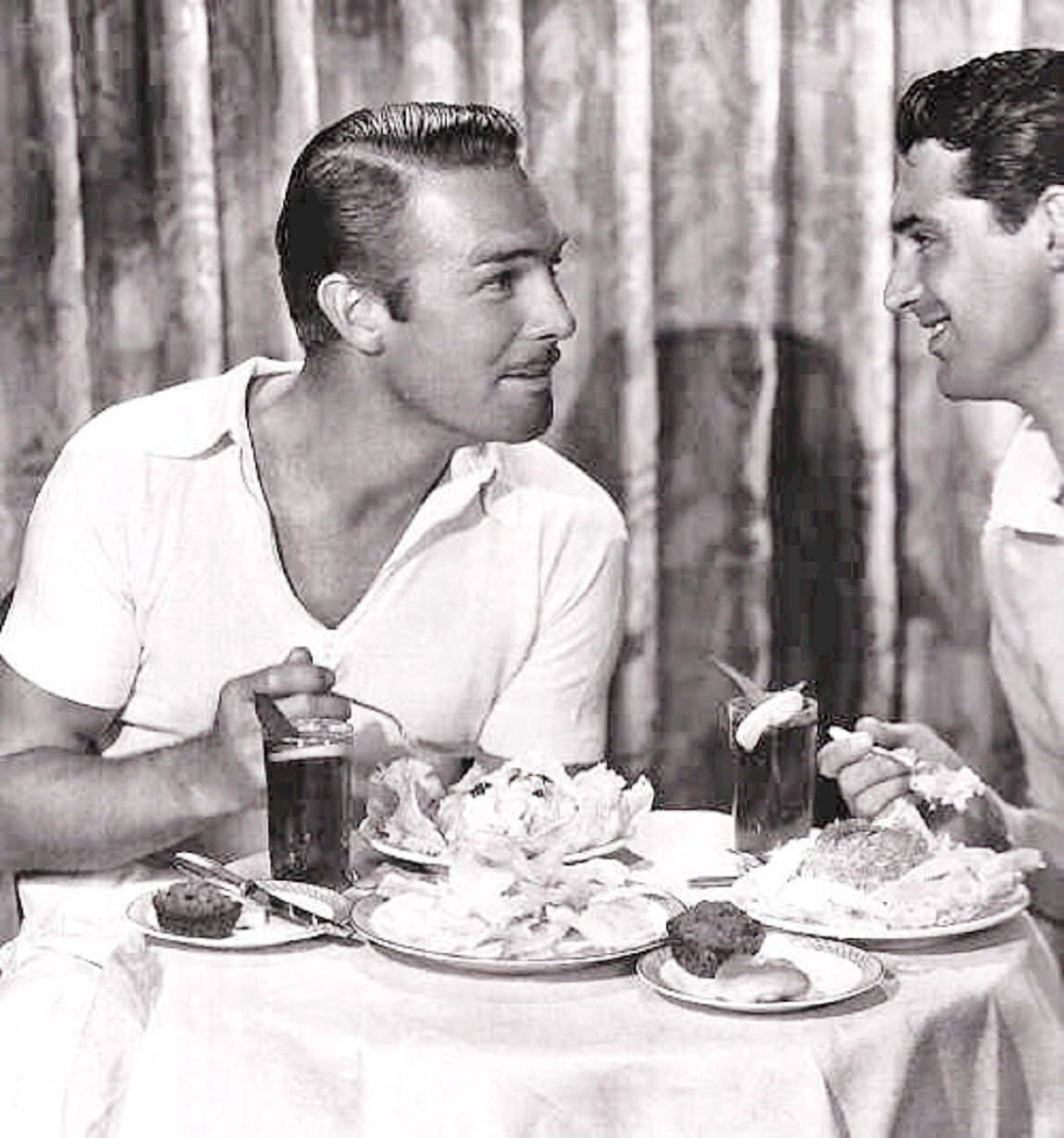
Grant y Randolph Scott (izquierda) en 1933 (de Modern Screen)

Algunos, incluyendo a Hedda Hopper y el guionista Arthur Laurents han dicho que Grant era bisexual. Sobre ello corrieron rumores durante décadas. Grant presuntamente estuvo involucrado sentimentalmente con el diseñador de vestuario Orry-Kelly cuando primero se trasladó a Manhattan y luego vivió con el actor Randolph Scott durante 12 años. El crítico de moda Richard Blackwell escribió que Grant y Scott estaban "profundamente, locamente enamorados". Scotty Bowers afirmó en sus memorias, Full Service, publicadas en 2012, que él era amante de Grant y Scott.  William McBrien, en su biografía Cole Porter, dice que Cole Porter y Grant frecuentaron la misma casa de lujo de prostitución masculina en Harlem, gestionada por Clint Moore y secretamente popular entre las celebridades gais. Sin embargo, Barbara Harris, viuda de Grant, ha puesto en disputa que existiese una relación con Scott. Cuando Chevy Chase bromeó acerca de que Grant era gay en una entrevista televisiva, Grant lo demandó por difamación; la demanda fue resuelta fuera de los tribunales. Sin embargo, la exnovia de  Grant, Maureen Donaldson escribió en sus memorias de 1989, An Affair to Remember: My Life with Cary Grant que Grant le dijo que sus dos primeras esposas lo habían acusado de ser homosexual. En Chaplin's Girl, una biografía de Virginia Cherrill (la primera esposa de Grant), la escritora Miranda Seymour reconoció que Grant y Scott eran sólo amigos platónicos.
La hija de Grant, Jennifer Grant, negó que su padre fuera gay en su libro de memorias en 2011. La madre de Jennifer, Dyan Cannon, cuarta esposa de Grant, también negó que Grant fuera gay cuando ella estuvo promocionando sus memorias de Grant en 2012. Betsy Drake, en una entrevista durante el documental del canal American Movie Classics sobre la vida de Grant, afirmó: "Cuando estábamos casados,  follábamos como conejos".

## Icono de la pantalla

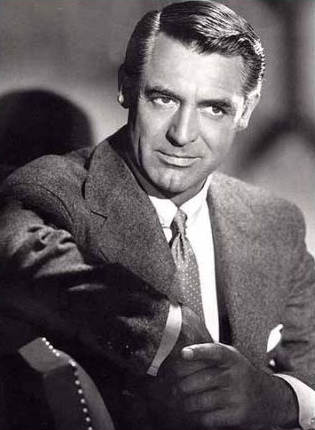
Grant en 1958

McCann escribió que una de las razones por la que la carrera de Grant fue tan exitosa es que no era consciente de lo atractivo que era en la pantalla, actuando de una manera inesperada e inusual para una estrella de Hollywood de ese período. George Cukor dijo una vez de él: 

"No dependía de su apariencia. No era un narcisista, actuaba como si fuera un joven normal y corriente. Y eso lo hacía aún más atractivo, que un joven apuesto fuera divertido; eso fue especialmente inesperado y bueno porque pensamos: 'Bueno, si es un Beau Brummel, no puede ser divertido ni inteligente', pero demostró lo contrario".

Jennifer Grant reconoció que su padre no confiaba en su apariencia ni era un actor de carácter, y dijo que él era todo lo contrario, interpretando al "hombre básico".
El reconocimiento del atractivo de Grant fue inusualmente amplio entre hombres y mujeres. Pauline Kael comentó que los hombres querían ser él y las mujeres soñaban con salir con él. Se dio cuenta de que Grant trataba a sus coprotagonistas femeninas de manera diferente a muchos de los hombres principales en ese momento, considerándolas como sujetos con múltiples cualidades en lugar de "tratarlas como objetos sexuales". Leslie Caron dijo de él una vez que era el hombre más talentoso con el que había trabajado. David Shipman escribió que "como muchas estrellas, pertenece al público". Muchos críticos dijeron de él que tenía la capacidad de volver una película mediocre en una buena. Philip T. Hartung del The Commonweal dijo en su crítica de Mr. Lucky (1943) que, si "no fuera por la personalidad persuasiva de Cary Grant, todo se desvanecería hasta convertirse en la nada". El politólogo C. L. R. James vio que Grant era una "símbolo nuevo e importante", un nuevo estilo de británco que difiere de Leslie Howard y Ronald Colman y que representa el "libertad, gracia natural, simplicidad y franqueza que caracterizan a tipos estadounidenses tan diferentes como Jimmy Stewart y Ronald Reagan", que en última instancia simbolizó la creciente relación entre Gran Bretaña y Estados Unidos.
| Una vez que se dio cuenta de que cada movimiento podía ser estilizado para el humor, los ojos saltones, la cabeza ladeada, la estocada hacia adelante y el paso ligeramente desgarbado se volvieron tan seguros como los trazos de pluma de un maestro dibujante.——El crítico Pauline Kael hablando de la evolución como actor cómico en los 30 de Cary Grant. |

McCann describió a Grant como el "actor que típicamente interpretaba a personajes ricos y privilegiados que nunca parecían tener la necesidad de trabajar para mantener su estilo de vida glamoroso y hedonista". Martin Stirling pensaba que Grant tenía un rango de actuación que era "mayor que cualquiera de sus contemporáneos", pero sintió que varios críticos lo subestimaron como actor. Cree que Grant siempre estuvo en su "mejor forma física y verbal en situaciones que bordeaban la farsa". Charles Champlin identificaba una paradoja en la personalidad de Grant en la pantalla, en su inusual habilidad para "mezclar pulido y caídas en escenas sucesivas". Posaba la nota en que Grant fue "refrescantemente capaz de jugar al casi tonto, el fey idiota, sin comprometer su masculinidad o rendirse al campamento por su propio bien". Wansell señala además que Grant podría, "con el arqueo de una ceja o la más mínima insinuación de una sonrisa, cuestionar su propia imagen". Stanley Donen declaró que su verdadera "magia" provenía de su atención a los detalles minuciosos y siempre parecía real, que provenía de "enormes cantidades de trabajo" en lugar de ser dada por Dios. Grant comentó de su carrera: "Supongo que, hasta cierto punto, eventualmente me convertí en los personajes que estaba interpretando. Jugué a ser alguien que quería ser hasta que me convertí en esa persona, o él se convirtió en mí". Afirmó que el verdadero Cary Grant se parecía más al pescador desaliñado y sin afeitar de "Father Goose" que al "encantador bien vestido" de Charade.
Grant solía bromear a menudo y se burlaba de sí mismo con declaraciones como «Todo el mundo quiere ser Cary Grant. Incluso yo quiero ser Cary Grant», y en un pasaje de His Girl Friday (1940) dice: "Escucha, el último hombre que me dijo eso fue Archie Leach, solo una semana antes de cortarse la garganta." En Arsénico por compasión (1944), aparece una tumba con el nombre de Archie Leach. Alfred Hitchcock pensaba que Grant era muy efectivo en personajes oscuros, con una cualidad misteriosa y peligrosa, señalando que "hay un lado aterrador de Cary que nadie puede identificar". Wansell señala que este lado más oscuro y misterioso se extendió a su vida personal, que se esforzó mucho por ocultar para conservar su imagen elegante.

## Filmografía completa

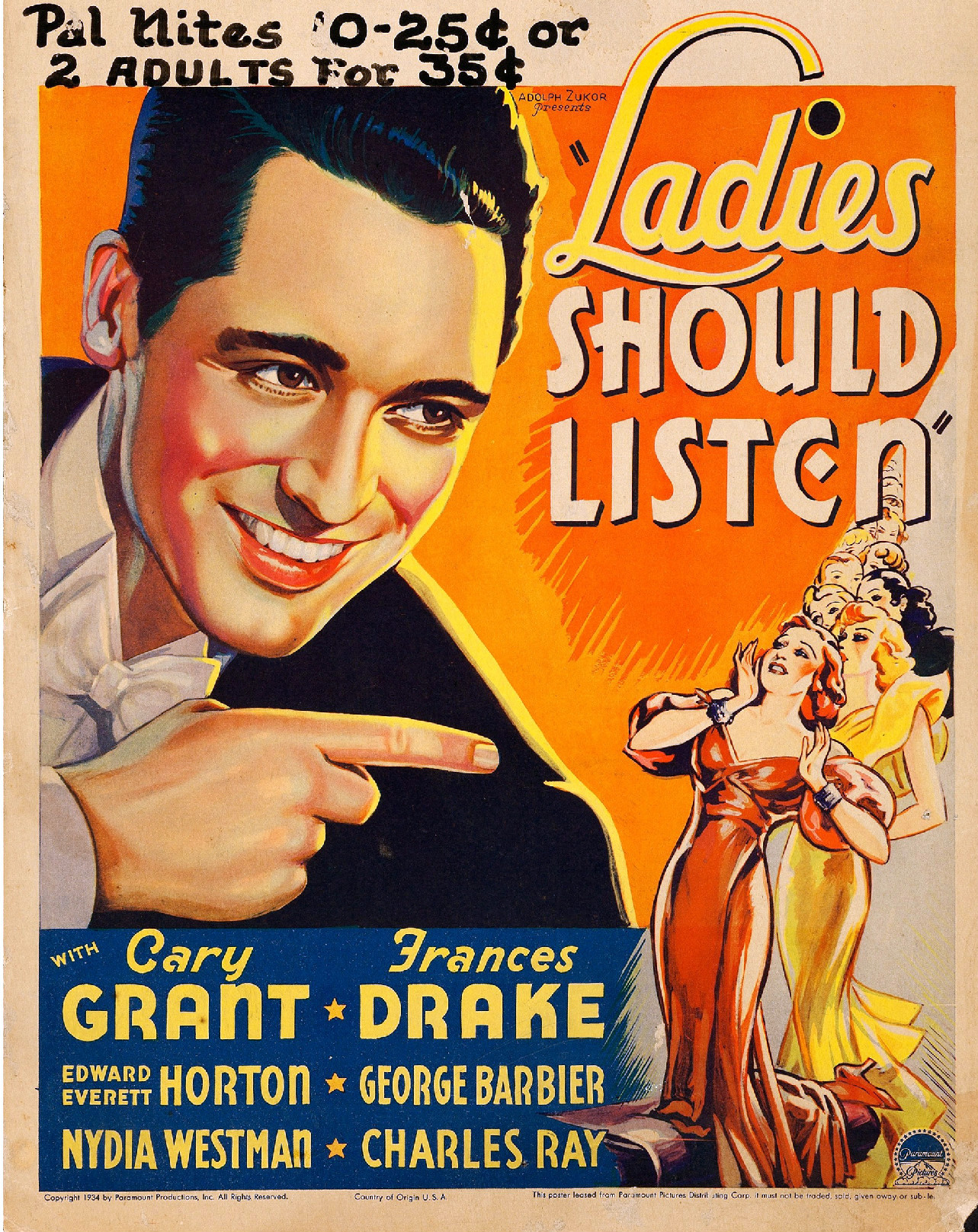
Cartel publicitario de Atención Señoras (1934).

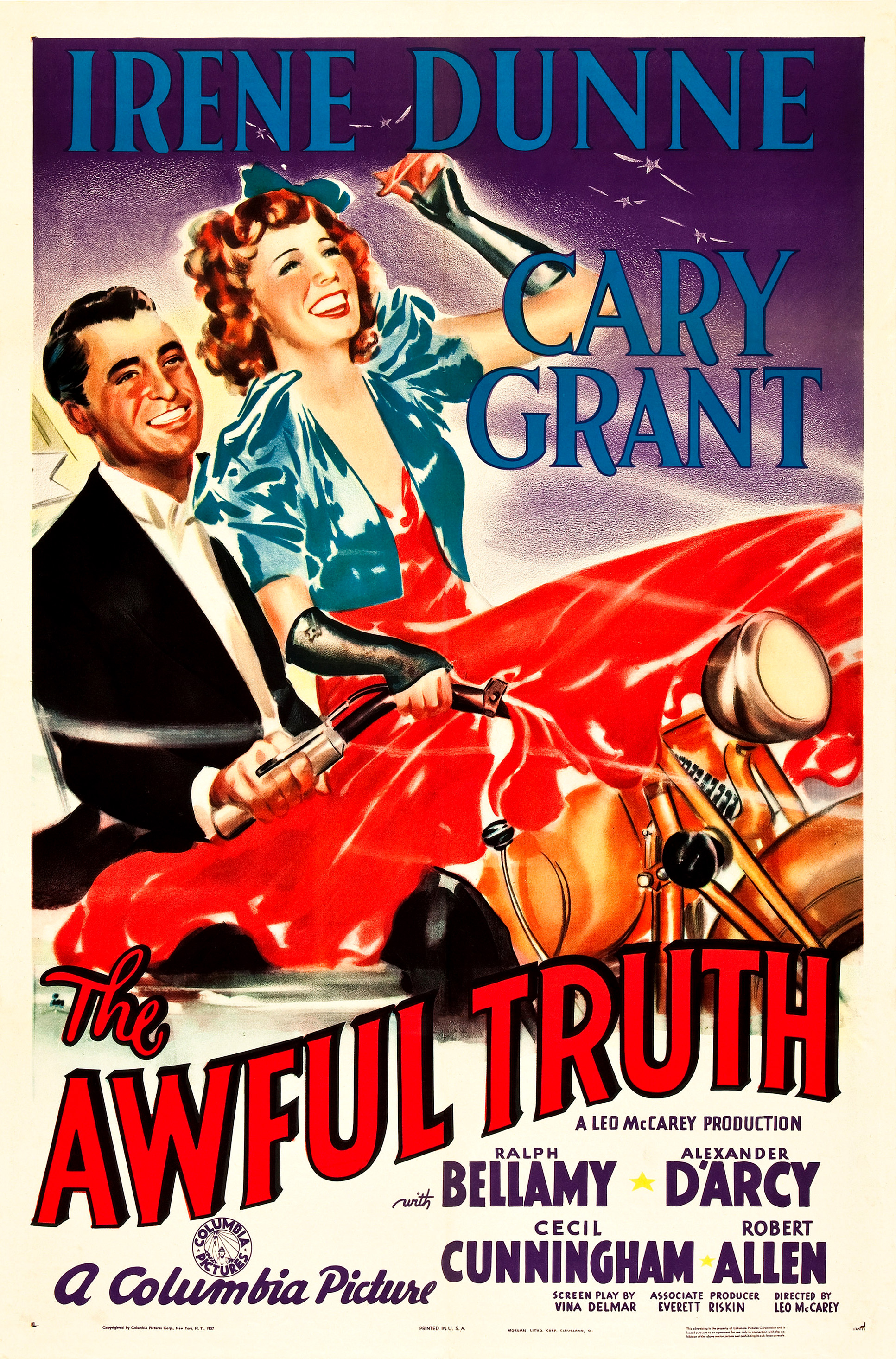
Cartel publicitario de La pícara puritana (1937).

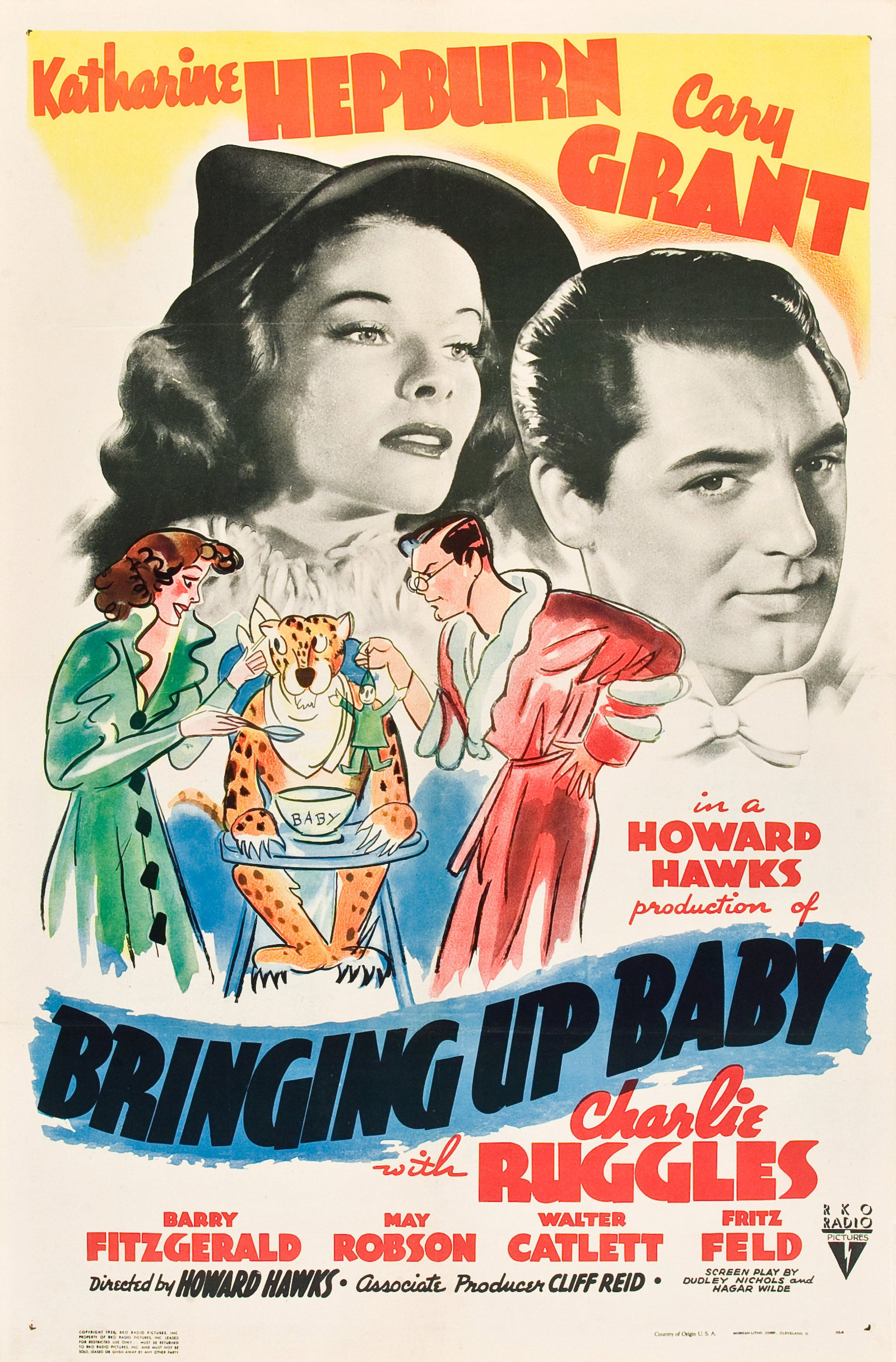
Cartel publicitario de La fiera de mi niña (1938).

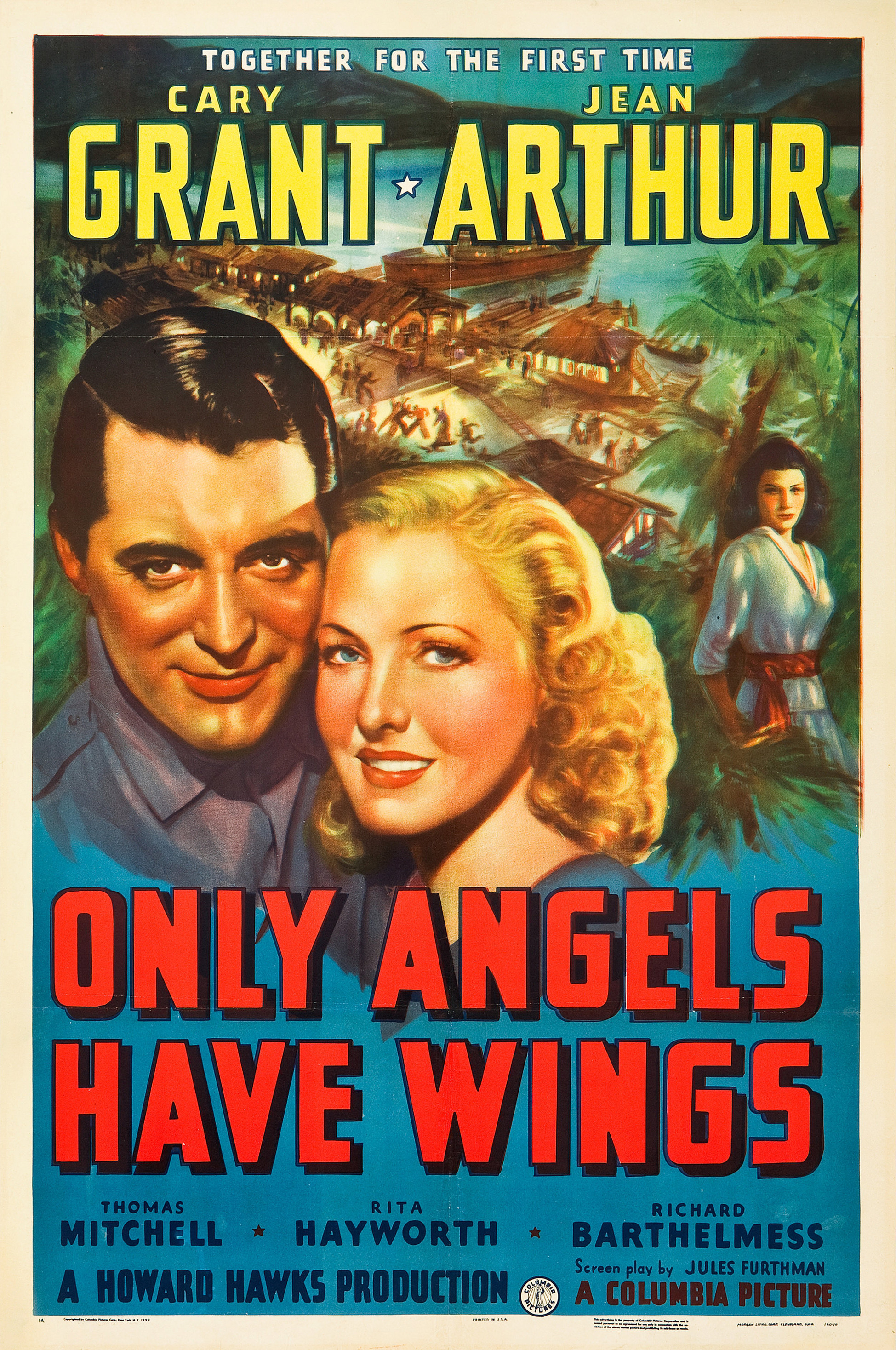
Cartel publicitario de Sólo los ángeles tienen alas (1939).

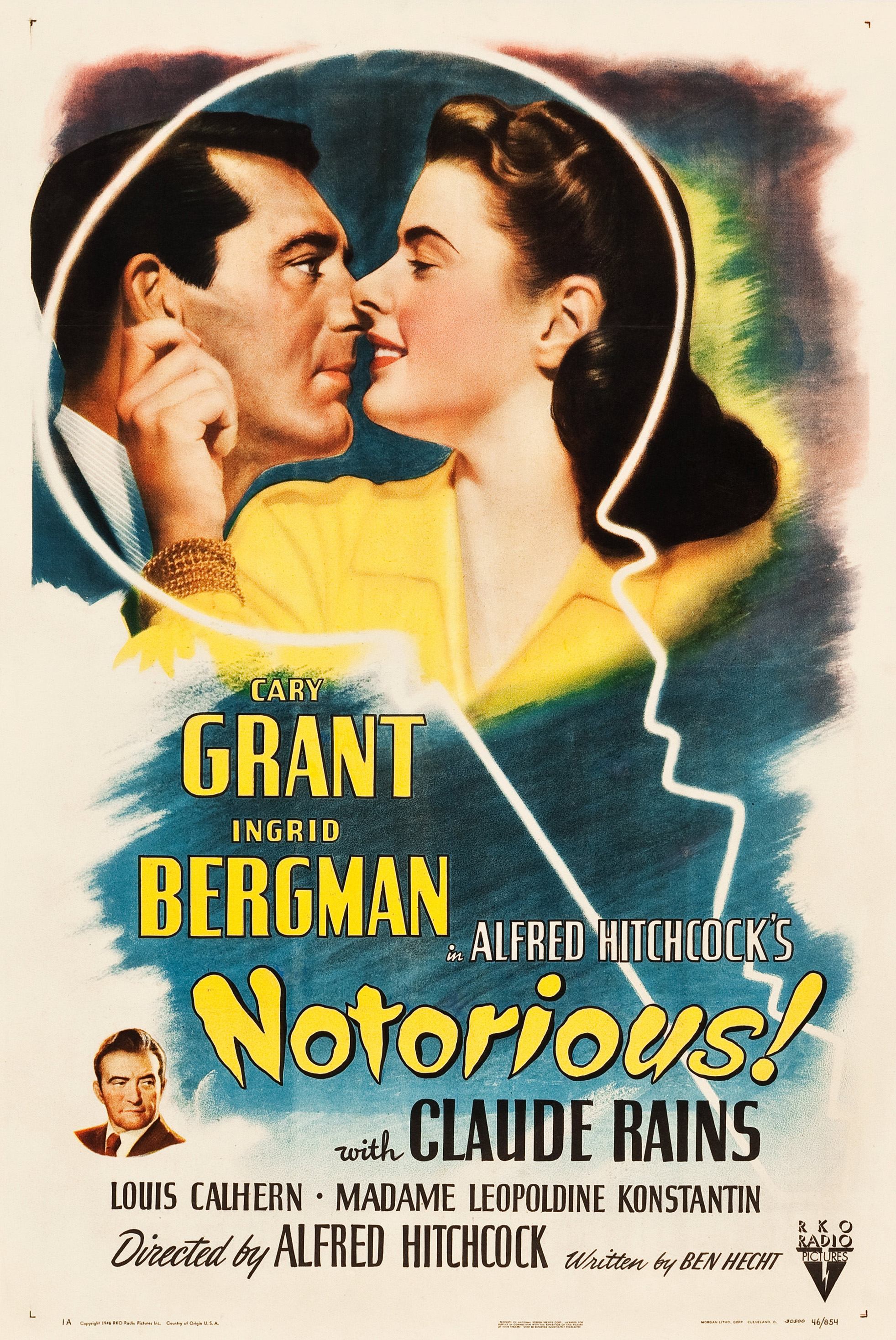
Cartel publicitario de Encadenados (1946).

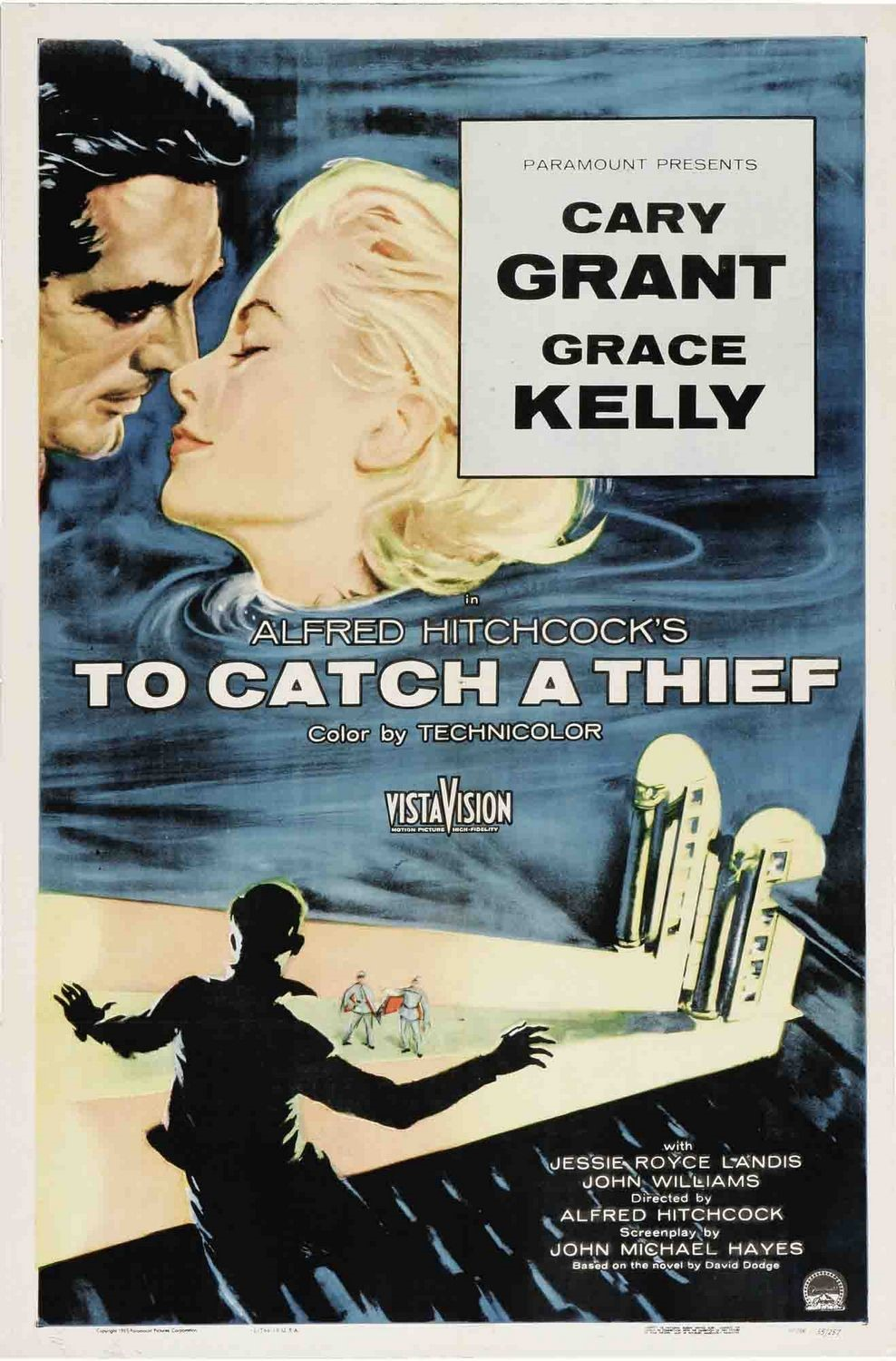
Cartel publicitario de Atrapa a un ladrón (1955).

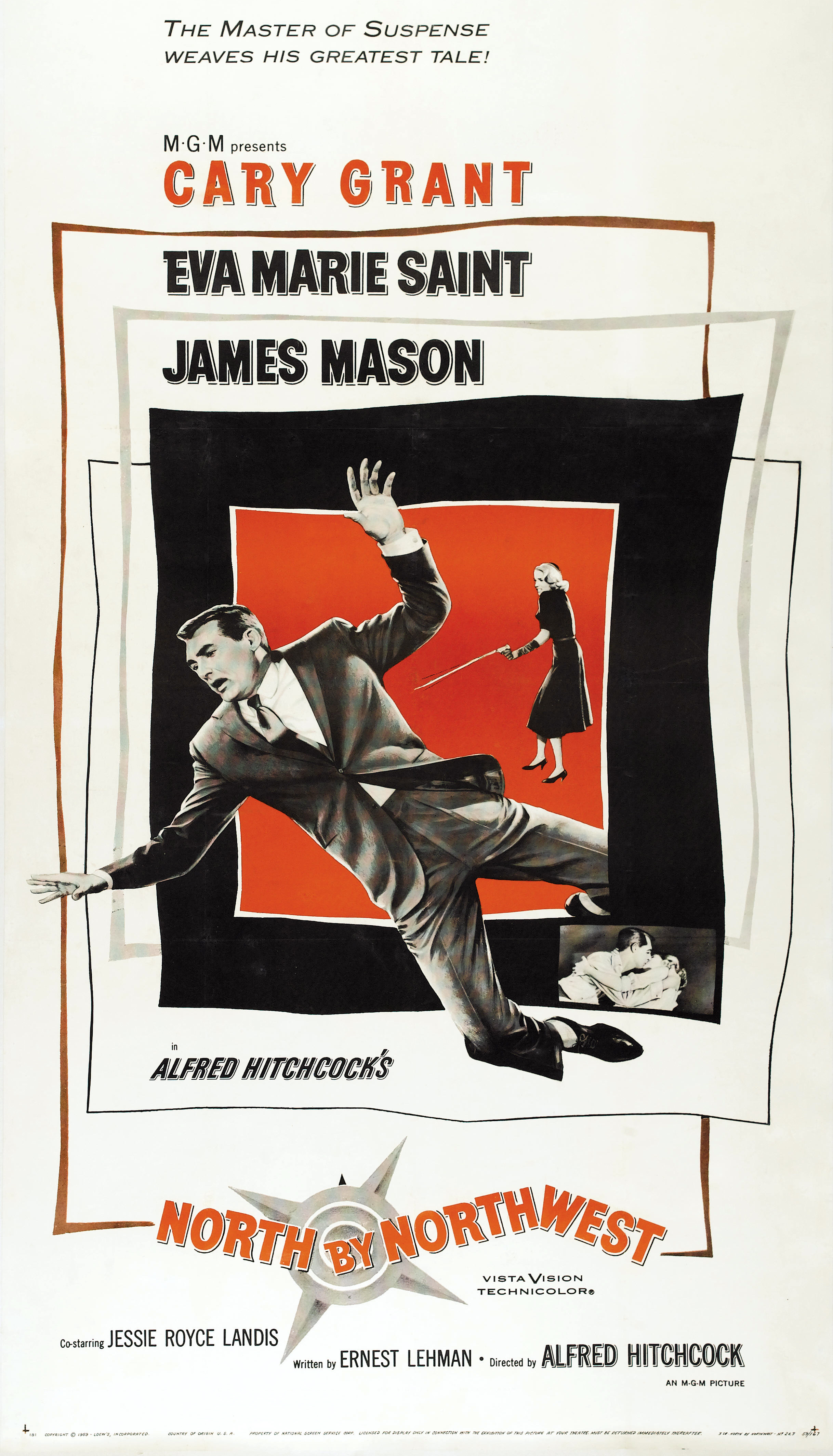
Cartel publicitario de Con la muerte en los talones (1959).

| Año  | Título en español                                         | Título original                                             | Director                     | Rol                         |
| ---- | --------------------------------------------------------- | ----------------------------------------------------------- | ---------------------------- | --------------------------- |
| 1932 | Esta es la noche                                          | This Is the Night                                           | Frank Tuttle                 | Stephen Mathewson           |
| 1932 | Pecadores sin careta                                      | Sinners in the Sun                                          | Alexander Hall               | Ridgeway                    |
| 1932 | Tuya para siempre                                         | Merrily We Go to Hell                                       | Dorothy Arzner               | Charlie Baxter              |
| 1932 | Entre la espada y la pared                                | Devil and the Deep                                          | Marion Gering                | Teniente Jaeckel            |
| 1932 | La Venus rubia                                            | Blonde Venus                                                | Josef von Sternberg          | Nick Townsend               |
| 1932 | Sábado de juerga                                          | Hot Saturday                                                | William A. Seiter            | Romer Sheffield             |
| 1932 | Madame Butterfly                                          | Madame Butterfly                                            | Marion Gering                | Teniente B.F. Pinkerton     |
| 1933 | Lady Lou                                                  | She Done Him Wrong                                          | Lowell Sherman               | Capitán Cummings            |
| 1933 | La mujer acusada                                          | Woman Accused                                               | Paul Sloane                  | Jeffrey Baxter              |
| 1933 | El águila y el halcón                                     | The Eagle and the Hawk                                      | Stuart Walker                | Henry Crocker               |
| 1933 | Casino del mar                                            | Gambling Ship                                               | Louis Gasnier y Max Marcín   | Ace Corbin                  |
| 1933 | No soy ningún ángel                                       | I’m No Angel                                                | Wesley Ruggles               | Jack Clayton                |
| 1933 | Alicia en el país de las maravillas                       | Alice in Wonderland                                         | Norman Z. McLeod             | Mock Turtle                 |
| 1934 | Princesa por un mes                                       | Thirty Day Princess                                         | Marion Gering                | Porter Madison III          |
| 1934 | Nacida para ser mala                                      | Born to Be Bad                                              | Lowell Sherman               | Malcolm Trevor              |
| 1934 | El templo de las hermosas                                 | Kiss and Make Up                                            | Harlan Thompson              | Dr. Maurice Lamar           |
| 1934 | Atención Señoras                                          | Ladies Should Listen                                        | Frank Tuttle                 | Julian De Lussac            |
| 1935 | Mi marido se casa                                         | Enter Madame                                                | Elliott Nugent               | Gerald Fitzgerald           |
| 1935 | Alas en la noche                                          | Wings in the Dark                                           | James Flood                  | Ken Gordon                  |
| 1935 | La última avanzada                                        | The Last Outpost                                            | Charles Barton               | Michael Andrews             |
| 1935 | La gran aventura de Silvia o Una muchacha sin importancia | Sylvia Scarlett                                             | George Cukor                 | Jimmy Monkley               |
| 1936 | Suzy                                                      | Suzy                                                        | George Fitzmaurice           | Andre Charville             |
| 1936 | Cásate conmigo... si puedes                               | Wedding Present                                             | Richard Wallace              | Charlie Mason               |
| 1936 | La maravillosa aventura de Ernest Bliss                   | The Amazing Quest of Ernest Bliss                           | Alfred Zeisler               | Ernest Bliss                |
| 1936 | Sus grandes ojos marrones                                 | Big Brown Eyes                                              | Raoul Walsh                  | Danny Barr                  |
| 1937 | Preludio de amor                                          | When You're in Love                                         | Robert Riskin                | Jimmy Hudson                |
| 1937 | Una pareja invisible                                      | Topper                                                      | Norman Z. McLeod             | George Kerby                |
| 1937 | El ídolo de Nueva York                                    | The Toast of New York                                       | Rowland V. Lee               | Nick Boyd                   |
| 1937 | Terrible verdad o La pícara puritana                      | The Awful Truth                                             | Leo McCarey                  | Jerry Warriner              |
| 1938 | La fiera de mi niña o La adorable revoltosa               | Bringing Up Baby                                            | Howard Hawks                 | David Huxley                |
| 1938 | Vivir para gozar o Negocios o placer                      | Holiday                                                     | George Cukor                 | Johnny Case                 |
| 1939 | Gunga Din                                                 | Gunga Din                                                   | George Stevens               | Sargento Archibald Cutter   |
| 1939 | Sólo los ángeles tienen alas                              | Only Angels Have Wings                                      | Howard Hawks                 | Geoff Carter                |
| 1939 | Dos mujeres y un amor                                     | In Name Only                                                | John Cromwell                | Alec Walker                 |
| 1940 | Luna nueva o Ayuno de amor                                | His Girl Friday                                             | Howard Hawks                 | Walter Burns                |
| 1940 | Mi mujer favorita                                         | My Favorite Wife                                            | Garson Kanin                 | Nick Arden                  |
| 1940 | Pasión de libertad                                        | The Howards of Virginia                                     | Frank Lloyd                  | Matt Howard                 |
| 1940 | Historias de Filadelfia o Pecadora equivocada             | The Philadelphia Story                                      | George Cukor                 | C. K. Dexter Haven          |
| 1941 | Serenata nostálgica                                       | Penny Serenade                                              | George Stevens               | Roger Adams                 |
| 1941 | Sospecha                                                  | Suspicion                                                   | Alfred Hitchcock             | Johnnie Aysgarth            |
| 1942 | El asunto del día o Tres contra todos                     | The Talk of the Town                                        | George Stevens               | Leopold Dilg                |
| 1942 | Hubo una luna de miel                                     | Once Upon a Honeymoon                                       | Leo McCarey                  | Patrick O'Toole             |
| 1943 | Mr. Lucky                                                 | Mr. Lucky                                                   | H.C. Potter                  | Joe Bascopolous             |
| 1943 | Destino Tokio                                             | Destination Tokyo                                           | Delmer Daves                 | Capitán. Cassidy            |
| 1944 | Érase una vez                                             | Once Upon a Time                                            | Alexander Hall               | Jerry Flynn                 |
| 1944 | Un corazón en peligro                                     | None But the Lonely Heart                                   | Clifford Odets               | Ernie Mott                  |
| 1944 | Arsénico por compasión o Arsénico y encaje antiguo        | Arsenic and Old Lace                                        | Frank Capra                  | Mortimer Brewster           |
| 1946 | Noche y día                                               | Night and Day                                               | Michael Curtiz               | Cole Porter                 |
| 1946 | Encadenados o Tuyo es mi corazón                          | Notorious                                                   | Alfred Hitchcock             | Devlin                      |
| 1947 | El solterón y la menor o El solterón y la adolescente     | The bachelor and the bobby-soxer                            | Irving Reis                  | Dick Nugent                 |
| 1947 | La mujer del obispo o La esposa del obispo                | The Bishop's Wife                                           | Henry Koster                 | Dudley                      |
| 1948 | Los Blanding ya tienen casa                               | Mr. Blandings Builds His Dream House                        | H.C. Potter                  | Jim Blandings               |
| 1948 | En busca de marido                                        | Every Girl Should Be Married                                | Don Hartman                  | Dr. Madison Brown           |
| 1949 | La novia era él                                           | I Was a Male War Bride                                      | Howard Hawks                 | Capitán Henri Rochard       |
| 1950 | Crisis                                                    | Crisis                                                      | Richard Brooks               | Dr. Eugene Norland Ferguson |
| 1951 | Murmullos en la ciudad o La gente hablará                 | People Will Talk                                            | Joseph L. Mankiewicz         | Dr. Noah Praetorius         |
| 1952 | Hogar, dulce hogar                                        | Room for One More                                           | Norman Taurog                | George Rose                 |
| 1952 | Me siento rejuvenecer o Vitaminas para el amor            | Monkey Business                                             | Howard Hawks                 | Dr. Barnaby Fulton          |
| 1953 | La mujer soñada                                           | Dream Wife                                                  | Sidney Sheldon               | Clemson Reade               |
| 1955 | Para atrapar al ladrón o Atrapa a un ladrón               | To Catch a Thief                                            | Alfred Hitchcock             | John Robie                  |
| 1957 | Tú y yo o Algo para recordar                              | An Affair to Remember                                       | Leo McCarey                  | Nickie Ferrante             |
| 1957 | Orgullo y pasión                                          | The Pride and the Passion                                   | Stanley Kramer               | Anthony                     |
| 1957 | Bésalas por mí o El beso del adiós                        | Kiss Them for Me                                            | Stanley Donen                | Cmdr. Andy Crewson          |
| 1958 | Indiscreta                                                | Indiscreet                                                  | Stanley Donen                | Philip Adams                |
| 1958 | Hogar flotante / Cintia                                   | Houseboat                                                   | Melville Shavelson           | Tom Winters                 |
| 1959 | Con la muerte en los talones o Intriga internacional      | North by Northwest                                          | Alfred Hitchcock             | Roger Thornhill             |
| 1959 | Operación Pacífico o Operación faldas                     | Operation Petticoat'                                        | Blake Edwards                | Comodoro Matt T. Sherman    |
| 1960 | Página en blanco                                          | The Grass Is Greener                                        | Stanley Donen                | Conde Victor Rhyall         |
| 1962 | Suave como el visón                                       | That Touch of Mink                                          | Delbert Mann                 | Philip Shayne               |
| 1963 | Charada                                                   | Charade                                                     | Stanley Donen                | Peter Joshua                |
| 1964 | Operación Whisky o Papá ganso                             | Father Goose                                                | Ralph Nelson                 | Walter                      |
| 1966 | Apartamento para tres o Camina, no corras                 | Walk Don't Run                                              | Charles Walters              | Sir William Rutland         |
| 1988 | Cary Grant: A Celebration of a Leading Man                | Cary Grant: A Celebration of a Leading Man                  | Gene Feldman, Suzette Winter | Cary Grant                  |
| 2017 | El verdadero Cary Grant                                   | Cary Grant, de l'autre côté du miroir (Becoming Cary Grant) | Mark Kidel                   | Cary Grant                  |
| 2023 | Archie (Miniserie de TV)                                  | Archie                                                      | Paul Andrew Williams         | Cary Grant (Jason Isaacs)   |

## Premios y distinciones
Premios Óscar
| Año  | Categoría            | Película              | Resultado |
| ---- | -------------------- | --------------------- | --------- |
| 1942 | Mejor actor          | Serenata nostálgica   | Nominado  |
| 1945 | Óscar al Mejor actor | Un corazón despiadado | Nominado  |
| 1969 | Oscar Honorífico     | Oscar Honorífico      | Ganador   |

BAFTA
| Año  | Categoría              | Película | Resultado |
| ---- | ---------------------- | -------- | --------- |
| 1965 | Mejor actor de reparto | Charada  | Nominado  |

Globos de Oro
| Año  | Categoría                        | Película             | Resultado |
| ---- | -------------------------------- | -------------------- | --------- |
| 1960 | Mejor actor de comedia o musical | Operation Petticoat  | Nominado  |
| 1961 | Mejor actor de comedia o musical | The Grass Is Greener | Nominado  |
| 1963 | Mejor actor de comedia o musical | Suave como el visón  | Nominado  |
| 1964 | Mejor actor de comedia o musical | Charada              | Nominado  |